# Racismo

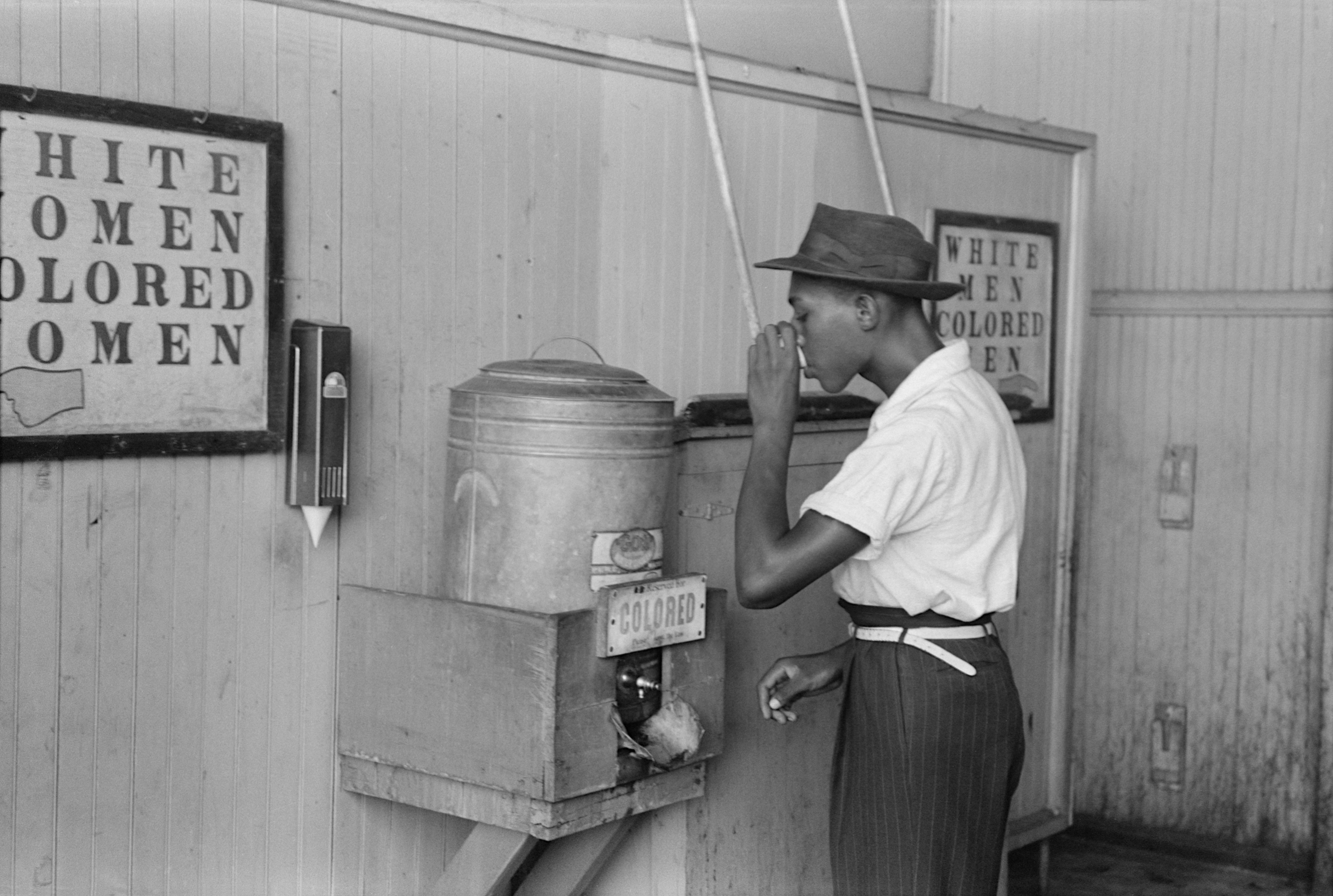
Afroestadounidense bebiendo de una fuente asignada a "hombres de color". Imagen de mediados del.

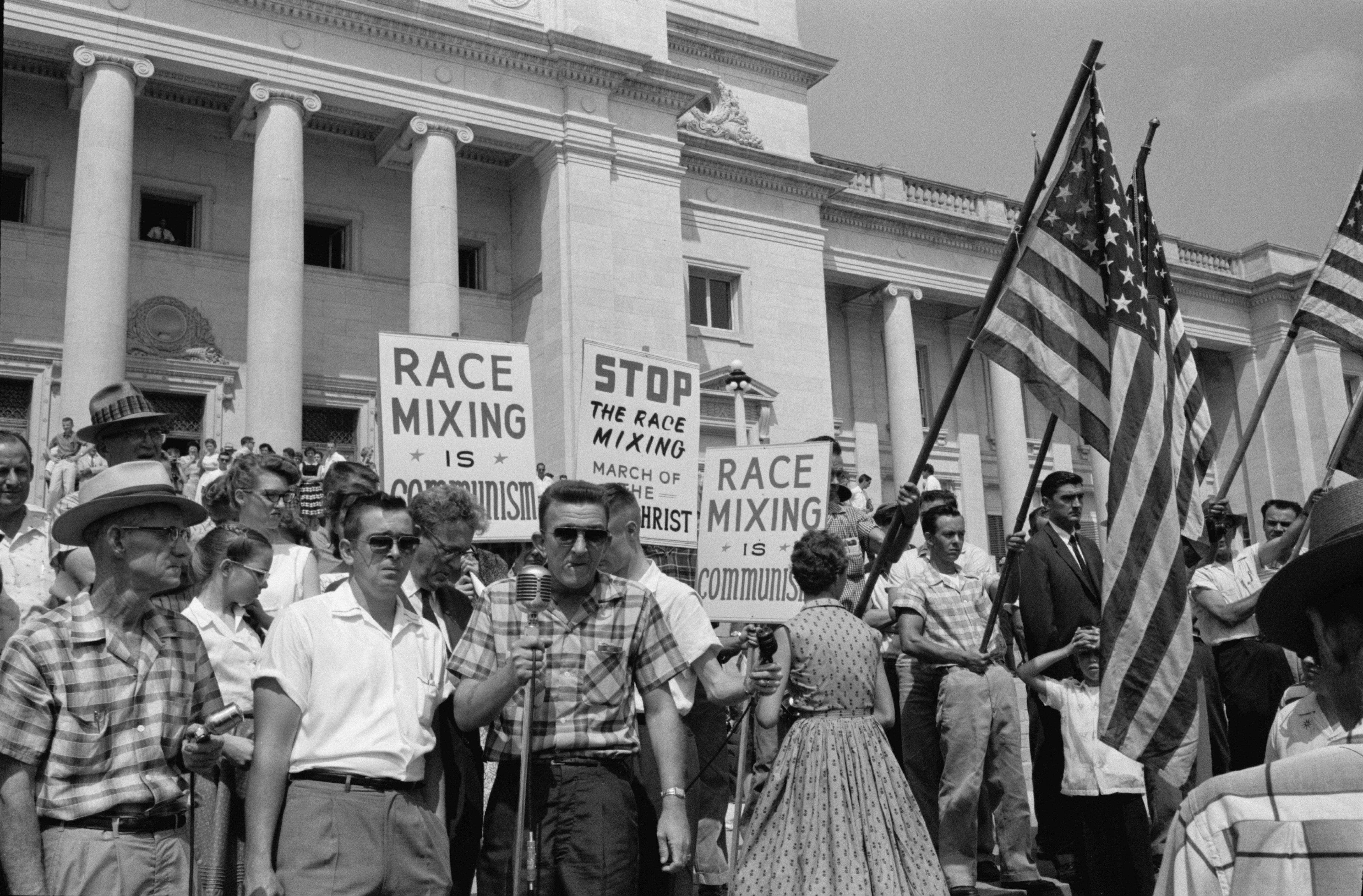
Una manifestación en contra de la integración escolar en 1959.

El racismo es sostener la superioridad o inferioridad de un grupo étnico frente a los demás, promoviendo mecanismos, sistemas y culturas de deshumanización, discriminación, persecución y exclusión. La palabra «racismo» designa también la doctrina antropológica o la ideología política basada en ese sentimiento. Conforme a la Convención Internacional sobre la Eliminación de todas las Formas de Discriminación Racial aprobada por la Asamblea General de la Organización de las Naciones Unidas el 21 de diciembre de 1965:

«la doctrina de la superioridad basada en diferenciación racial es científicamente falsa, moralmente condenable, socialmente injusta y peligrosa, y [...] nada en la teoría o en la práctica permite justificar, en ninguna parte, la discriminación racial».

El primer artículo de la convención internacional sobre la eliminación de todas las formas de discriminación racial define al racismo como:

«toda distinción, exclusión, restricción o preferencia basada en motivos de raza, color, linaje u origen nacional o étnico que tenga por objeto o por resultado anular o menoscabar el reconocimiento, goce o ejercicio en condiciones de igualdad, de los derechos humanos y libertades fundamentales en las esferas política, económica, social, cultural o en cualquier otra esfera de la vida pública».
Art. 1

Existen autores que proponen distinguir entre el racismo en sentido amplio del racismo en sentido restringido. En el primer caso, se trataría de una actitud etnocéntrica o «sociocéntrica» que separa el grupo propio del ajeno y que considera que ambos están constituidos por esencias hereditarias e inmutables que hacen de los otros, de los ajenos, seres inadmisibles y amenazadores. Esta concepción de los demás conduciría a su segregación, discriminación, expulsión o exterminio y podría apoyarse en ideas científicas, religiosas o en meras leyendas o sentimientos tradicionales. Afirma también la superioridad intelectual y moral de unas razas sobre otras, superioridad que se mantiene con la pureza racial y se arruina con el mestizaje. Este tipo de racismo, cuyo modelo es el nazi y el racismo occidental en general, conduce a defender el derecho natural de las razas «superiores» a imponerse sobre las «inferiores». El racismo en sentido restringido es una doctrina de apariencia científica que afirma la determinación biológica hereditaria de las capacidades intelectuales y morales del individuo, y la división de los grupos humanos en razas, diferenciadas por caracteres físicos asociados a los intelectuales y morales, hereditarios e inmutables.
La Convención Internacional sobre la Eliminación de todas las Formas de Discriminación Racial aclara que "la expresión 'discriminación racial' denotará toda distinción, exclusión, restricción o preferencia basada en motivos de raza, color, linaje u origen nacional o étnico que tenga por objeto o por resultado anular o menoscabar el reconocimiento, goce o ejercicio, en condiciones de igualdad, de los derechos humanos y libertades fundamentales en las esferas política, económica, social, cultural o en cualquier otra esfera de la vida pública" y que "las medidas especiales adoptadas con el fin exclusivo de asegurar el adecuado progreso de ciertos grupos raciales o étnicos o de ciertas personas que requieran la protección que pueda ser necesaria con objeto de garantizarles, en condiciones de igualdad, el disfrute o ejercicio de los derechos humanos y de las libertades fundamentales no se considerarán como medidas de discriminación racial, siempre que no conduzcan, como consecuencia, al mantenimiento de derechos distintos para los diferentes grupos raciales y que no se mantengan en vigor después de alcanzados los objetivos para los cuales se tomaron".
Las actitudes, valores y sistemas racistas establecen, abierta o veladamente, un orden jerárquico entre los grupos étnicos o raciales, utilizado para justificar los privilegios o ventajas de las que goza el grupo dominante.
Buraschi y Aguilar definen el racismo como «un sistema de dominación y de inferiorización de un grupo sobre otro basado en la racialización de las diferencias, en el que se articulan las dimensiones interpersonal, institucional y cultural. Se expresa a través de un conjunto de ideas, discursos y prácticas de invisibilización, estigmatización, discriminación, exclusión, explotación, agresión y despojo».
Para combatir el racismo, la Organización de Naciones Unidas adoptó en 1965 la Convención internacional sobre la eliminación de todas las formas de discriminación racial y estableció el día 21 de marzo como Día Internacional de la Eliminación de la Discriminación Racial.

## Historia del racismo
El historiador israelí Benjamin Isaac ha propuesto una definición de racismo que permite identificar formas premodernas del mismo ya que no se sustenta en la idea del determinismo biológico.

Una actitud hacia los individuos y los grupos que postula una conexión directa y lineal entre las cualidades físicas y mentales y atribuye a estos individuos y a estos grupos rasgos físicos, mentales y morales colectivos constantes e inalterables por la voluntad humana porque estarían causados por factores hereditarios y por influencias exteriores, como el clima y la geografía.

Por su parte Philomena Essed en Understanding Everyday Racism: An Interdisciplinary Theory (Londres, 1991) ha propuesto la siguiente definición de racismo:

El racismo debe ser entendido como una ideología, como una estructura y como un proceso donde las desigualdades, inherentes a una amplia estructura social, se relacionan de forma determinada, con factores biológicos y culturales atribuidos a aquellos que se perciben como «raza» diferente o grupo «étnico».

### Antigüedad clásica

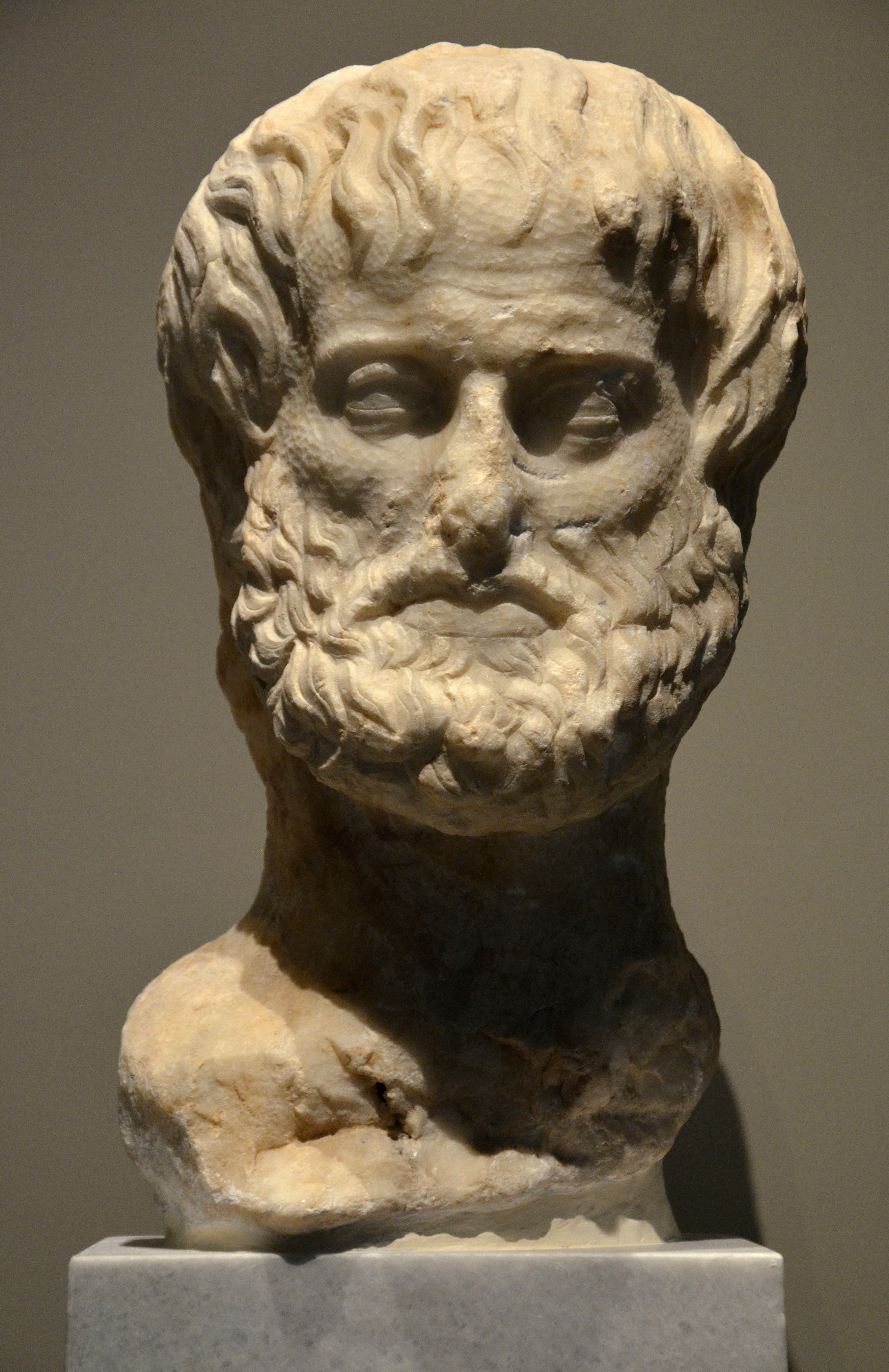
Busto de Aristóteles (copia romana de un original griego del 325-) «Los pueblos de Asia son de espíritu hábil, pero les falta valor, de manera que están condenados a la esclavitud. Pero el linaje [genos] de los griegos no cesa de ser libre y de tener muy buenas instituciones políticas, y de ser capaz de dirigir la humanidad entera si se llegara a una politeia única» (Aristóteles, Política, 1327b).

En 2004 el historiador israelí Benjamin Isaac publicó el libro The invention of Racism in Classical Antiquity que levantó una gran controversia porque en él afirmaba que, aunque «el racismo no existía en la Antigüedad clásica, bajo la forma moderna de un determinismo biológico», «ciertos rasgos característicos del racismo se encuentran ya en los textos de la literatura antigua, y las lecturas que han sido hechas sobre ellos en períodos ulteriores de la historia occidental les han conferido, bajo diferentes formas, una influencia que no hay que pasar por alto». Isaac afirmaba la existencia de un «pensamiento racista premoderno» entre los griegos y los romanos antiguos por lo que la «genealogía» del racismo en Occidente se podía «rastrear» hasta «la Antigüedad clásica».
Entre los «rasgos característicos del racismo [que] se encuentran ya en los textos de la literatura antigua», Isaac ha señalado el determinismo medioambiental ampliamente admitido a partir de mediados del siglo V a. C. y que fue desarrollado por Aristóteles en el siglo siguiente en su Política. Según Aristóteles el medio ambiente ideal en el que vivían los griegos les predisponía a gobernar a los pueblos menos favorecidos por la naturaleza. Sin embargo, como ha destacado Maurice Sartre, las teorías que griegos y romanos desarrollaron para justificar la dominación sobre otros pueblos, «nunca desembocaron en políticas de exterminio, ni de exclusión deliberada. ¡Bien al contrario! Los griegos y los romanos permitieron muy ampliamente la integración de los “bárbaros”».
Isaac también ha señalado como otro rasgo «protoracista» el mito de la autoctonía de la polis de Atenas, según el cual los atenienses ocupaban la tierra en la que vivían desde el inicio de los tiempos, por lo que sus linajes eran puros. Según Isaac, «esta valorización de la sangre pura mantiene con el racismo moderno una innegable proximidad». Sin embargo, los historiadores contrarios a las tesis de Isaac citan a Isócrates que dio una definición del griego que privilegiaba la cultura en detrimento del nacimiento: «Se llama griegos más bien a las gentes que participan de nuestra educación más que a los tienen el mismo origen que nosotros».

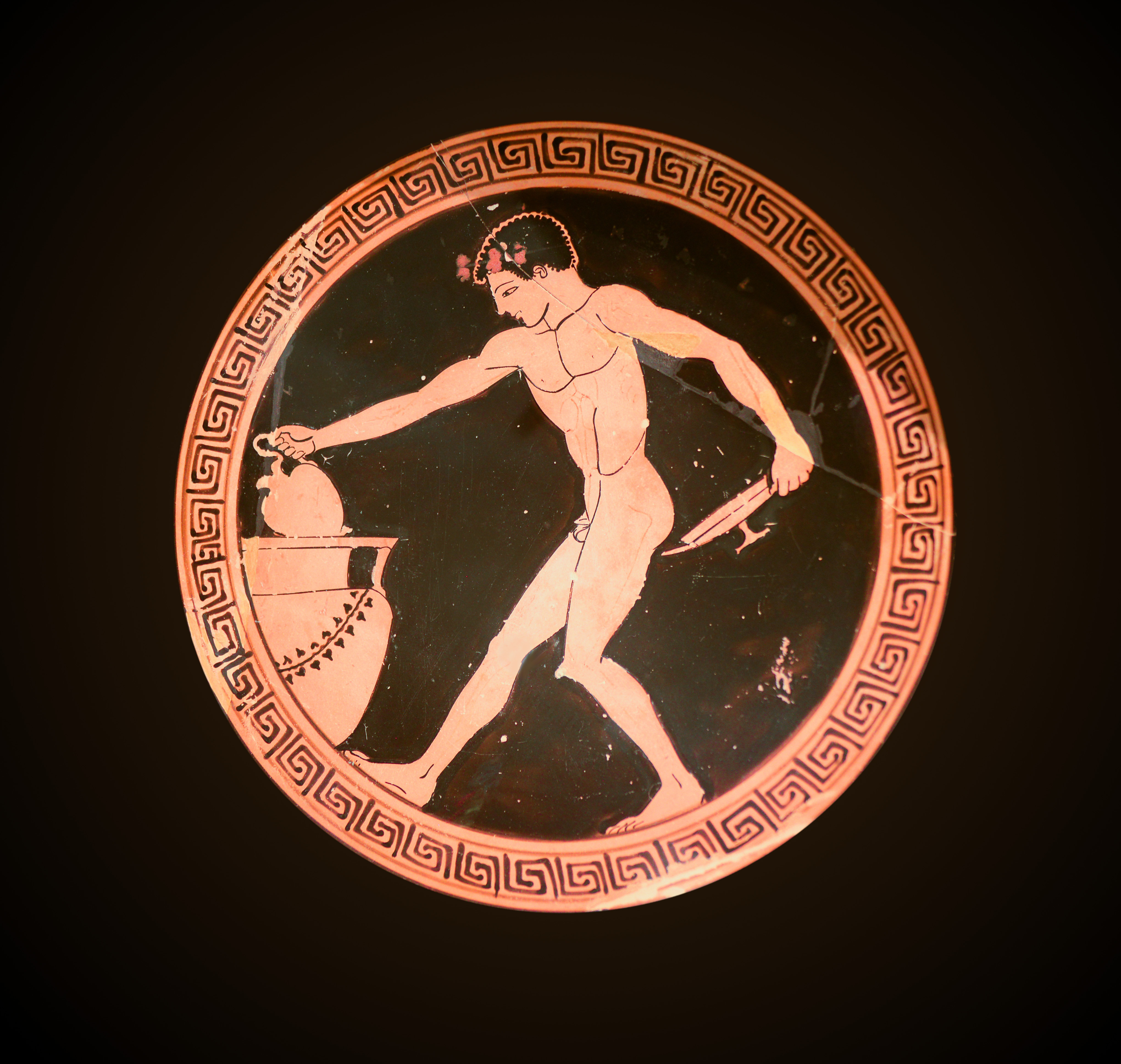
Esclavo sirviendo en un banquete (cerámica ática de finales del)

Los historiadores que se oponen a las tesis de Isaac niegan que se pueda aplicar al mundo greco-romano el concepto de «raza» y por tanto difícilmente se le puede imputar a la Antigüedad clásica el origen del racismo en Occidente. Paulin Ismard lo afirma con rotundidad: «El pensamiento de la alteridad entre los autores griegos no ha dado lugar a la elaboración de ideologías raciales. La invocación regular del genos (el linaje, o la filiación) o de la ‘’eugenesia’’ (el buen nacimiento) para identificar grupos y comunidades no ha desembocado en la construcción de categoría raciales coherentes». Lo mismo afirma Christian Geulen: «No puede hablarse de nacimiento del racismo a partir del espíritu de la Antigüedad». «Ver un peligro para la propia cultura en la existencia en sí de comunidades culturales ajenas dentro de las fronteras del Imperio, era extraño a la imagen propia tanto de los romanos como de los griegos».
Esto último también ha sido destacado por Maurice Sartre que pone como el «mejor ejemplo» al Imperio Romano ya que «funcionó como una formidable máquina de integrar, incluidas poblaciones que tenían una reputación detestable». «La integración a la antigua fue mucho más de lo que se cree respetuosa de las culturas indígenas: convertirse en “griego” o en “romano” nunca acarreó el abandono de tradiciones ancestrales». Sin embargo, Sartre valora positivamente el libro de Benjamin Isaac ya que, «desvelando esta cara oscura del pensamiento antiguo», «ayuda a comprender mejor los mecanismos del pensamiento racista a través del tiempo». El mismo matiz apunta Christian Geulen: que los griegos y romanos no construyeran un pensamiento ni una praxis racista «no significa que haya que excluirlos de la historia del racismo».

### Edad Media

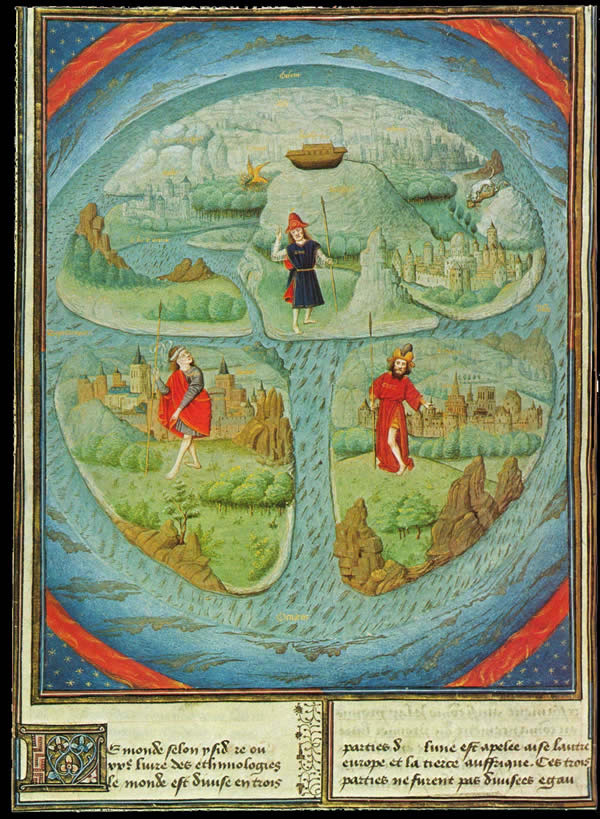
Mapa de T en O del. Arriba Asia (habitada por los descendientes de Sem), abajo a la izquierda Europa (habitada por los descendientes de Jafet) y abajo a la derecha África (habitada por los descendientes de Cam).

El cristianismo aportó un nuevo concepto, el universalismo, hasta entonces ajeno a la Antigüedad al considerarse la verdadera religión de toda la humanidad. De esta forma la división entre griegos, romanos y «bárbaros», propia de la Antigüedad, fue sustituida por la diferenciación entre los que ya formaban parte de la comunidad cristiana, los bautizados, y «los todavía no cristianos» (los paganos). Un grupo especial lo constituían los judíos ya que eran la cuna de la religión cristiana y por tanto no eran perseguidos, pero solo «conllevados» que no tolerados como lo demostrarían los pogromos que sufrieron sobre todo a partir del siglo XIV. Las regiones desconocidas de la Tierra en el imaginario del Occidente medieval aparecían pobladas por seres fabulosos no destinados a la salvación. «En esta cosmovisión difícilmente puede percibirse una dimensión racista», ha afirmado Christian Geulen, quien añade que en cuanto a «los conflictos políticos medievales, apenas puede hablarse de motivos racistas reconocibles».
Por otro lado, en el islam medieval la maldición de Cam, convenientemente reelaborada, fue utilizada para justificar la esclavitud de los negros al señalarlos como los descendientes de Cam que, según el relato bíblico, se había mofado de su padre Noé cuando lo encontró borracho y desnudo y Noé furioso había maldecido al hijo de Cam, Canaan, a ser «para sus hermanos el esclavo de los esclavos». En la Biblia nada se decía del color de la piel de Cam (en realidad se trataba de justificar la esclavitud de los cananeos, los grandes enemigos de Israel), pero en el siglo III el padre de la Iglesia Orígenes añadió a la maldición el prejuicio de la piel al afirmar que los hijos de Cam estaban abocados a una vida degradante marcada por la oscuridad (en sentido espiritual) y asoció a los etíopes, descendientes del hijo maldito de Noé, a los negros. En la Alta Edad Media los etíopes serán considerados el espíritu del mal que se opone al del ángel. Sin embargo, será el gran erudito árabe Al-Tabari el que en el siglo X afirmó claramente que la maldición de Cam había acarreado el ennegrecimiento de su piel por lo que sus descendientes eran los negros que estaban condenados a la esclavitud.

### La «limpieza de sangre» y el sistema castas en el Imperio español de América

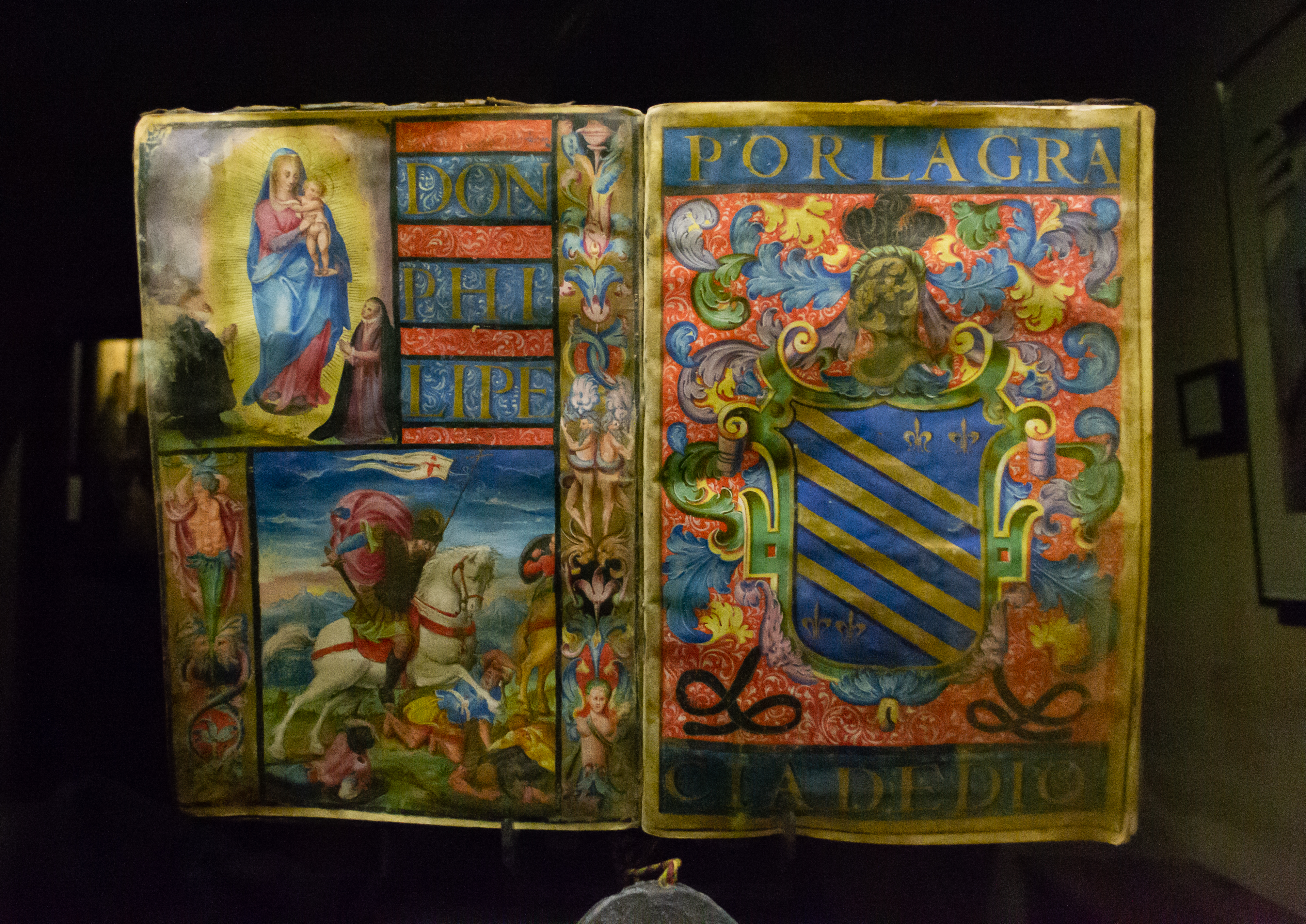
Ejecutoria o Proceso de limpieza de sangre de la familia Crespo López (Granada, Palacio de los Olvidados). Los que pretendían acceder a determinados cargos debían demostrar que entre sus antecesores no había habido nadie condenado por la Inquisición o que era judío o musulmán. Si las pruebas genealógicas que presentaba no eran consideradas suficientes, se nombraba una comisión que visitaba las localidades donde podía obtener información y tomar declaraciones juradas a testigos acerca de los ascendientes del pretendiente. El proceso podía durar años y eran frecuentes los sobornos y el perjurio para demostrar que se era «cristiano viejo».

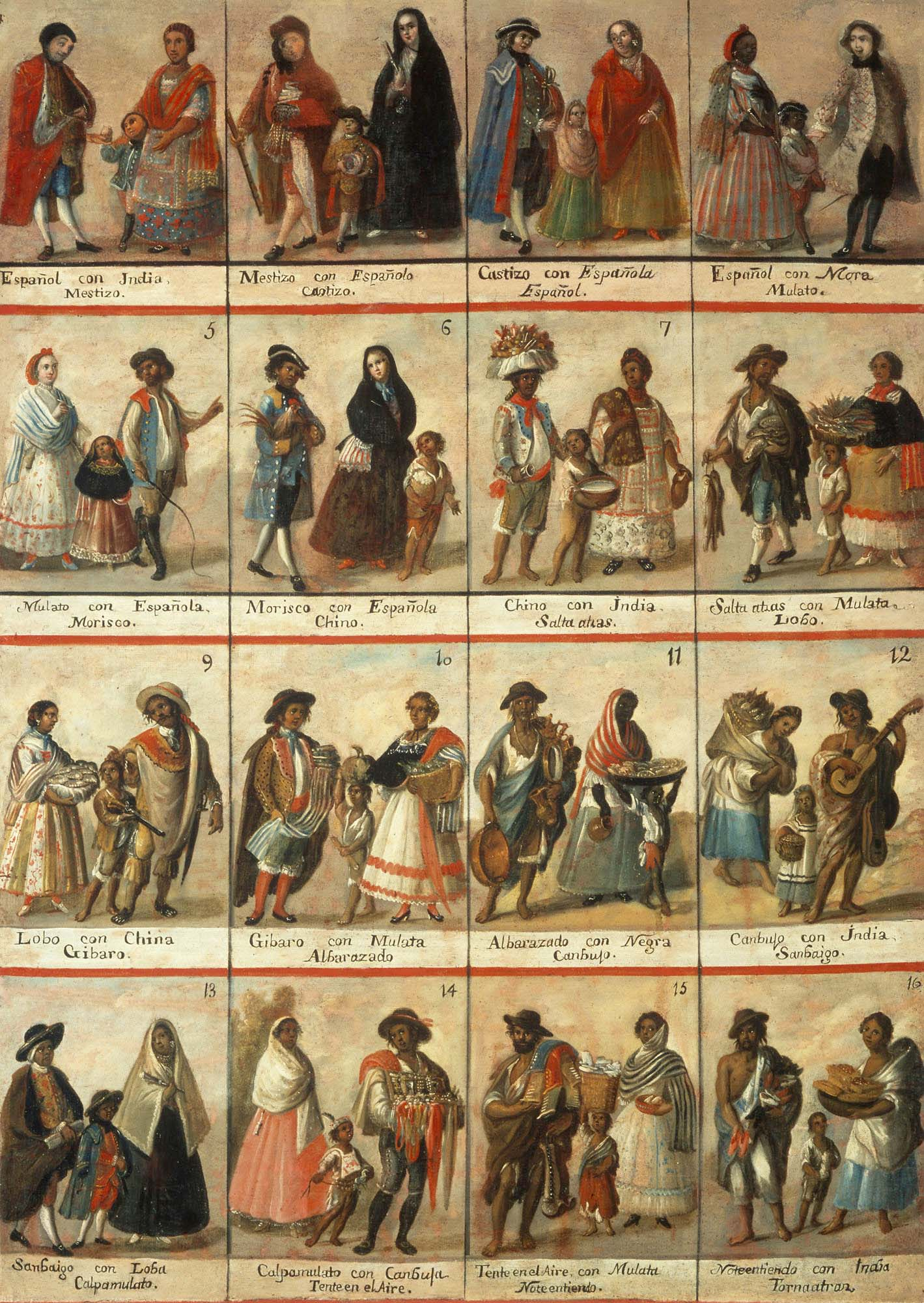
Pintura de castas del que representa a las dieciséis castas de la América española.

Los estatutos de limpieza de sangre fueron el mecanismo de discriminación legal en la Monarquía Hispánica (y el Reino de Portugal) hacia la minoría judeoconversa (que junto con los miembros de la minoría morisca constituían los cristianos nuevos). Consistían en exigir al aspirante a ingresar en las instituciones que lo adoptaban el requisito de descender de «cristiano viejo», es decir, de no tener ningún antepasado judío, moro o condenado por la Inquisición. Causó rechazo en determinados sectores eclesiásticos por el hecho de que presuponían que ni siquiera el bautismo lavaba los pecados de los individuos, algo completamente opuesto a la doctrina cristiana. El primer estatuto de limpieza de sangre fue la «Sentencia-Estatuto» aprobada en 1449 en la ciudad de Toledo. El más importante, y que sirvió de modelo a los posteriores, fue el aprobado en la catedral de Toledo en 1547 a propuesta del arzobispo Juan Martínez Silíceo y que fue ratificado por el papa y el rey Felipe II en 1555.
A partir del estatuto de Toledo los estatutos se difundieron rápidamente por la península:

Los Estatutos de Limpieza de sangre se multiplicaron por toda España de forma arrolladora. Cofradías y gremios comienzan a excluir a los conversos de su seno. Las principales Ordenes religiosas siguen el mismo camino: jerónimos, franciscanos, dominicos, órdenes militares y colegios universitarios. En 1541 se había establecido ya Estatuto en las catedrales de Bajadoz, Sevilla, Jaén, Córdoba, Oviedo, León y Sigüenza. En 1530 se había establecido en la Capilla de Reyes de la catedral de Toledo.

El estatuto de limpieza de sangre de la catedral de Toledo fue confirmado sucesivamente por el Papa Paulo III en 1548, por el Papa Julio III en 1550, por el Papa Paulo IV en 1555 y por por el Rey Felipe II en 1556. Este estatuto permaneció vigente durante siglos y recién fue abolido en 1865.
Los estatutos de limpieza de sangre se basaban en «la idea de que los fluidos del cuerpo, y sobre todo la sangre, transmitían del padre y la madre a los hijos un cierto número de cualidades morales» y en la de que «los judíos, en tanto que pueblo, eran incapaces de cambiar, a pesar de su conversión». El historiador francés Jean-Frédéric Schaub ha atribuido los estatutos de limpieza de sangre a la competencia para el acceso a los cargos y a las dignidades que para los cristianos, que pronto se llamarán a sí mismos «cristianos viejos», suponían los «cristianos nuevos», liberados por fin de las numerosas restricciones que como judíos padecían antes de la conversión. Además, «eclesiásticos y magistrados temían el debilitamiento de la ortodoxia católica romana» que podía suponer la entrada en la comunidad cristiana de estos nuevos miembros.
Sigue siendo objeto de debate si los estatutos de limpieza de sangre ibéricos son el origen del racismo europeo moderno. Según Jean-Fréderic Schaub «la contribución de los estatutos de pureza de sangre ibéricos a la formación de las categorías raciales se sitúa en el punto de unión entre exclusión personal y estigmatización colectiva». Según Max Sebastián Hering Torres, «por primera vez en la historia europea se utilizan los criterios "raza" y "sangre" como estrategia de marginación. Moralistas como Torrejoncillo no duda en afirmar [en Centinela contra judíos] que el judaísmo se define con base en la "sangre", sin importar que la conversión al cristianismo hubiera tenido lugar hace veintiuna generaciones».
Los estatutos de limpieza de sangre también se establecieron en el Imperio español en América como un instrumento para asegurar la preeminencia social de los «peninsulares» (los colonizadores nacidos en Europa, también llamados «gachupines» o «chapetones») y de los «criollos» (los colonizadores nacidos en América de ascendencia hispana). En este caso se trataba de demostrar que no se tenía ningún ascendiente indio o africano. Y esto era especialmente relevante en una sociedad colonial cada vez más mezclada étnicamente, hasta el punto de estructurarse según un sistema de castas determinado por el color de la piel ―lo que ha sido calificado como una «pigmentocracia»―.
Como ha destacado el hispanista británico John Elliott, «la limpieza de sangre se convirtió en la América española en un mecanismo para el mantenimiento del control por parte de la élite dominante. La acusación de sangre mezclada, que acarreaba el estigma de ilegitimidad (agravado por el de la esclavitud cuando había también ascendencia africana), se podía usar para justificar una política segregacionista que excluía a las castas de cargos públicos, desde el ingreso en corporaciones municipales y órdenes religiosas hasta la matriculación en colegios y universidades, y también de la afiliación en muchos gremios y cofradías». Así pues, concluye Elliott, «la América colonial española se desarrolló hasta convertirse en una sociedad codificada por el color».
El sociólogo puertorriqueño Ramón Grosfoguel sostiene, por su parte, que el racismo aparece con la conquista europea de América a partir de 1492 y que es un proceso constitutivo del fenómeno de la «colonialidad»:

La colonialidad se refiere a un patrón de poder que se inaugura con la expansión colonial europea a partir de 1492 y donde la idea de raza y la jerarquía etno-racial global atraviesa todas las relaciones sociales existentes tales como la sexualidad, género, conocimiento, clase, división internacional del trabajo, epistemología, espiritualidad, etc. y que sigue vigente aun cuando las administraciones coloniales fueron casi erradicadas del planeta.

### La invención de un sistema racial (siglosXVIIyXVIII)
En la «Era de los Descubrimientos» los estudiosos se afanaron en poner orden a tanta diversidad étnica y cultural como se estaban encontrando los colonizadores y exploradores europeos y así se construyó el concepto moderno de «raza» basado en características fenotípicas. Los religiosos fueron los que «comenzaron a describir y clasificar a los pueblos y culturas de la tierra en relación con sus características físicas y morales; así se destacaría la variedad de la creación de Dios y su orden armónico». Les siguieron eruditos, naturalistas, filósofos y médicos que al principio se esforzaron en seguir la doctrina de la Iglesia pero que pronto entraron en conflicto con la «doctrina creacionista». El pionero en acuñar el término de «raza» en el sentido moderno fue el francés François Bernier en 1685.

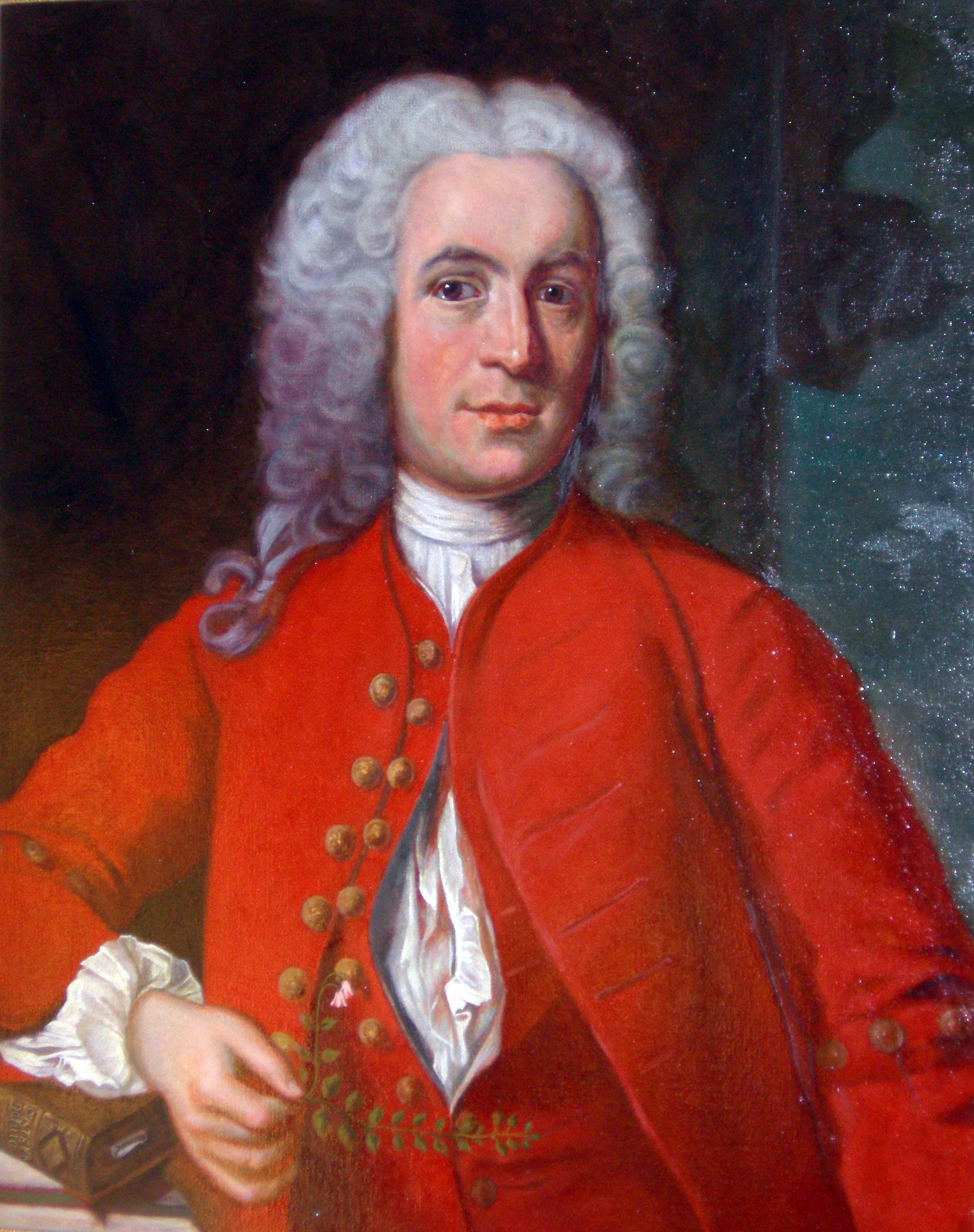
El naturalista sueco Linneo en 1737.

La ruptura definitiva con la «doctrina creacionista» se produjo en el siglo XVIII cuando el hombre perdió su posición privilegiada, que según la Biblia le había concedido Dios, y fue situado dentro del reino animal. En 1758 el naturalista sueco Linneo en la segunda edición de su Systema naturae situó al hombre en la clase de los mamíferos y en el orden de los primates y dividió el género Homo en dos especies: el Homo sapiens y el Homo troglodytes (en el que incluye a los orangutanes). El Homo sapiens presentaba cuatro variedades (razas) determinadas por el color de la piel: negro (niger), blanco (albus), rojo (rufus) y amarillo (luridus) y cada una de ellas habitaba en un continente diferente (Africa, Europa, América y Asia, respectivamente) y se caracterizaba por uno de los «cuatro temperamentos» (el asiático, melancólico; el americano, colérico; el europeo, sanguíneo; y el africano, flemático). Así, «la clasificación de Linneo une las características físicas, morales y culturales».
«El cuestionamiento del estatuto privilegiado del hombre en el seno de la naturaleza se acompaña también con la historización y la temporalización de las sociedades humanas y de la misma naturaleza. Ciencia del hombre y ciencia de la sociedad se construyen en paralelo en el siglo de las Luces. De Voltaire a Adam Smith, los autores diseñan una trayectoria universal desde el estado salvaje hacia la sociedad civil, en el curso de la cual los pueblos pasan de una condición casi animal a la plena humanidad.[…] Es pues la capacidad del hombre de transformar la naturaleza la que define los estadios del salvajismo, la barbarie y la civilización». Y esta división trinitaria de la historia sirve de fundamento para la racialización de la humanidad en cuanto que hay sociedades (los «blancos») que han alcanzado el estadio superior, la «civilización», mientras que el resto se encuentran «todavía» en los estadios inferiores de la «barbarie» o del «salvajismo». Así pues, «se presentaba a los europeos blancos como la raza que superaba a todas las demás desde el punto de vista estético y moral». Para explicar las múltiples variedades de seres humanos los ilustrados recurrieron en general a la vieja teoría aristotélica del determinismo medioambiental, singularmente Montesquieu.
El filósofo alemán Kant afirmó la existencia de «cuatro razas» (siguiendo a Linneo, las denominó «blanca», «amarilla», «negra» y «roja») y estableció una jerarquía entre ellas: «La humanidad existe en su mayor perfección en la raza blanca. Los hindúes amarillos poseen una menor cantidad de talento. Los negros son inferiores y en el fondo se encuentran una parte de los pueblos americanos». De los «negros» decía que únicamente podían desarrollar una «cultura de esclavos», mientras que los «blancos» eran los únicos con los talentos necesarios para la «cultura de la civilización».
La división de la humanidad en razas que se encontraban en estadios «inferiores» de la evolución histórica sirvió para «justificar» la esclavitud de millones de negros africanos llevados a América mediante la trata atlántica. «En conjunto, la esclavitud y el tráfico de esclavos representaban la primera forma de un racismo ya plenamente definido en la Edad Moderna europea». Pero se «hacía necesario explicar por qué se habían convertido a seres humanos en mercancías. En esta degradación real de los africanos convirtiéndolos en bestias de carga estuvo el auténtico origen histórico de por qué luego se los situó en el escalón inferior de la jerarquía racial», como hizo, por ejemplo, Kant.

### El racismo científico

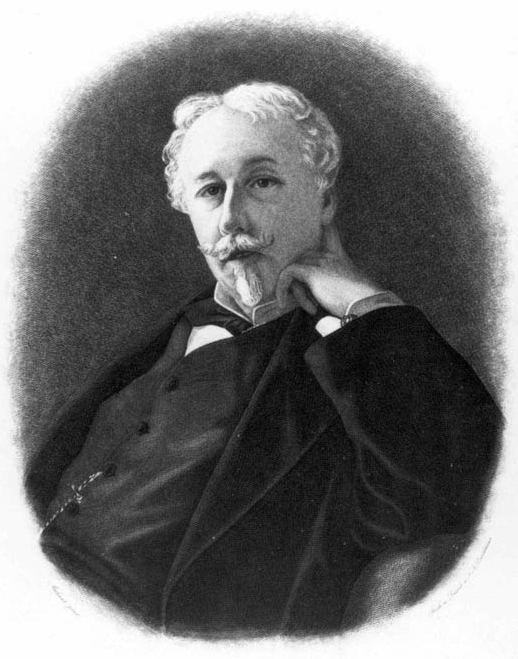
El conde Arthur de Gobineau, considerado el fundador del racismo moderno.

Entre 1853 y 1855 el conde Arthur de Gobineau publicó Essai sur l’inegalité de races humaines (‘Ensayo sobre la desigualdad de las razas humanas’) en el que sostenía que las civilizaciones acaban decayendo debido a la «degeneración racial» que inexorablemente se produce durante su desarrollo como resultado de la mezcla racial (solo la «pureza racial» habría evitado la decadencia, pero la propia dinámica de las civilizaciones hacía imposible mantenerla).
«Gobineau se considera de hecho uno de los más importantes fundadores del racismo moderno… Desde la segunda mitad del siglo XIX hasta la primera del siglo XX, casi ninguna ideología o praxis racista ―ya fuera en contextos coloniales, antisemitas o totalitarios― dejó de situarse en la línea de racionalización teórica de Gobineau». Sin embargo, el mito de la superioridad de la raza aria, base del antisemitismo, no fue obra de Gobineau sino de Ernest Renan, «el verdadero fundador del antisemitismo académico en Francia, un antisemitismo no político, estrictamente especulativo, que no hace ningún llamamiento a la persecución… Es Jules Soury quien efectúa el paso a la acción».
Otro pilar del «racismo científico» fue el poligenismo desarrollado por el naturalista suizo Louis Agassiz. Los poligenistas se oponían al monogenismo ya que defendían que cada raza humana había tenido un origen diferente. Así se demostraba, según ellos, la existencia de razas «superiores» e «inferiores». Por otro lado Agassiz intentó hacer compatible el poligenismo con la Biblia para lo que afirmó que el relato de Adán solo se refería a la «raza caucásica». No es casualidad que el poligenismo fuera adoptado por los antropólogos estadounidenses que defendían el sistema esclavista de los Estados del Sur.

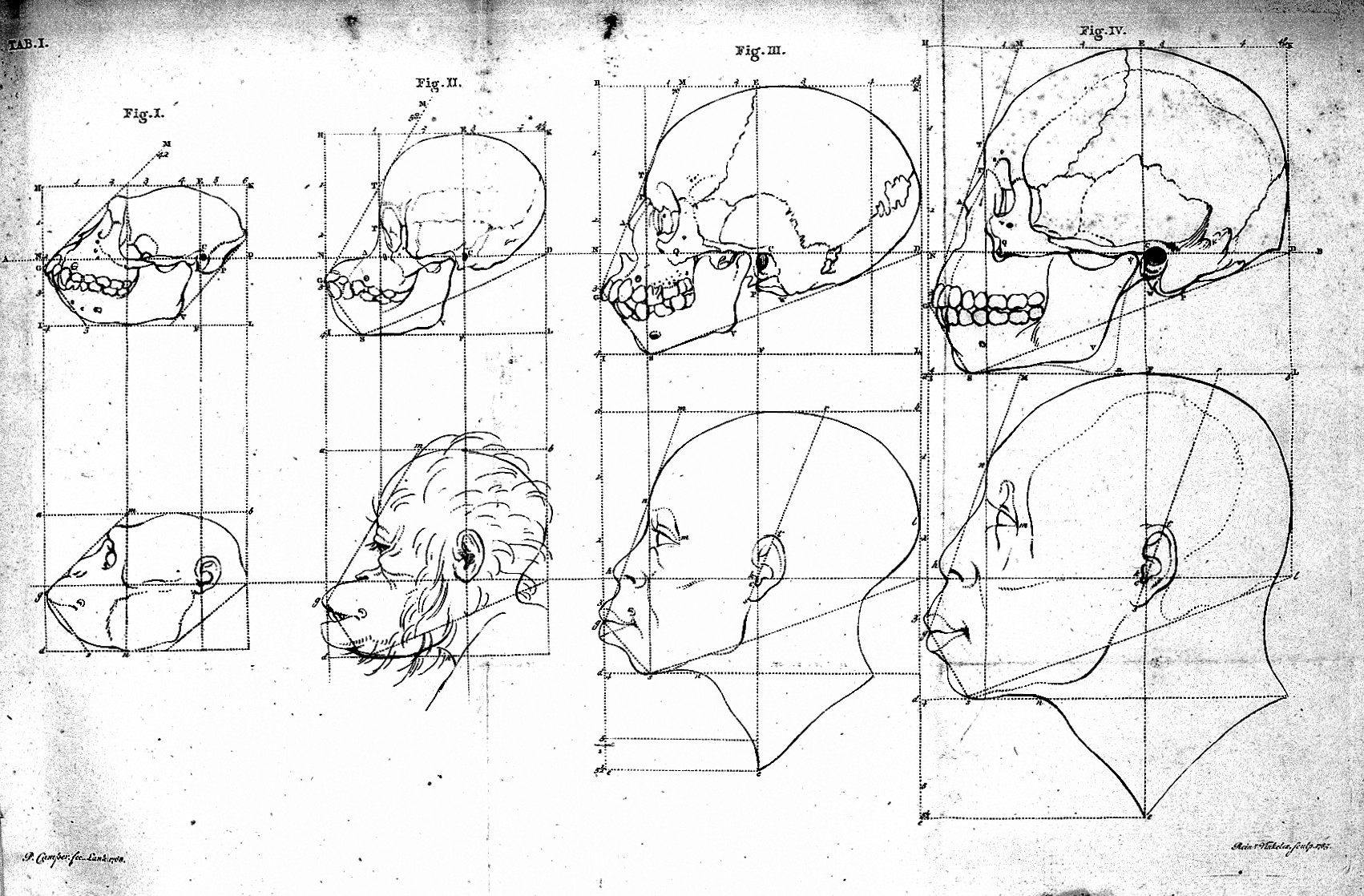
Frenología. Lámina del que muestra la medición del «ángulo facial de Camper» en dos simios y en dos humanos. A diferencia de su creador el anatomista neerlandés Petrus Camper, sus sucesores vieron en esta medición un indicador del grado de evolución de las razas en cuya escala más baja situaban a los africanos por tener el «ángulo facial de Camper» próximo al de los simios.

Un tercer pilar del racismo «científico« fue la antropometría. Había aparecido a finales del siglo XVIII con la obra de Christoph Meiners y de Johann Friedrich Blumenbach ―pioneros en la craneometría―, pero su principal impulsor a nivel internacional en siglo siguiente fue el estadounidense Samuel Morton. El propósito de Morton era probar que se podía establecer «objetivamente» una jerarquía de las razas basándose en el tamaño del cerebro ―midiendo la capacidad craneal―. En Observations on the Size of the Brain in Various Races (‘Observaciones sobre el tamaño del cerebro en las diferentes razas’, 1849) dividió la humanidad jerárquicamente en seis grandes «razas»: «caucásica moderna», «caucásica antigua», «mongólica», «malaya», «americana» y, finalmente, «negra». «Divulgar la supuesta condición inferior del indígena, del africano y del asiático permitía legitimar su conquista y su explotación, sin crear paradojas éticas con la moral de Occidente», ha subrayado Max Sebastián Hering Torres.
El vuelco definitivo en el concepto «científico» de «raza» se produjo cuando se impuso la idea de que la naturaleza no era fija e inmutable sino que evolucionaba. El primer paso lo dio el biólogo francés Jean Baptiste Lamarck, pero quien dio el paso definitivo fue Charles Darwin (El origen de las especies, 1859). Como ha destacado Christian Geulen, para Darwin «el impulso definitivo para la evolución como proceso de cambio era algo que nunca se hubieran atrevido a tener en cuenta los ilustrados: el azar. Este genera cambios de forma continua, que inmediatamente después son expuestos, a su vez, a la constante presión selectiva que se produce en la lucha diaria por la existencia». Los individuos con unas características con mayores posibilidades de sobrevivir en su medio ambiente tendrán mayores posibilidades para reproducirse y con ello adquirir también las nuevas características y así es como termina apareciendo una nueva especie. Las metáforas que utilizó Darwin para explicar su teoría serían malinterpretadas como la supervivencia de los más fuertes y la adaptación al medio para sobrevivir. «Ambas teorías son falsas en tanto trastocan el azar en la teoría de Darwin», ha subrayado Christian Geulen.
La teoría de la evolución de Darwin tuvo una enorme influencia sobre el racismo. Después de 1859 la idea de raza cambia: «se admite a partir de entonces que la humanidad ha evolucionado durante periodos de tiempo más largos de lo que se concebía anteriormente. Así se convierte en insostenible, incluso para un poligenista, pretender observar las razas humanas en su pureza original». De esta forma se alcanza el consenso entre los antropólogos de que «las razas no existen más que en el estado transformado e híbrido». De la tergiversación y «adaptación» a la sociedad de la teoría de la evolución de Darwin surgió el darwinismo social inaugurado por Herbert Spencer. Otros darwinistas sociales destacados fueron Alfred Russel Wallace y Ernst Haeckel. Una derivación del darwinismo social fue la eugenesia, concepto acuñado por el británico Francis Galton en 1883 y que Alfred Ploetz y Wilhelm Schallmayer introdujeron en Alemania bajo el término Rassenhygiene ('higiene racial').

### Formas de praxis racista en elsigloXIX

#### La esclavitud y la segregación racial en Estados Unidos

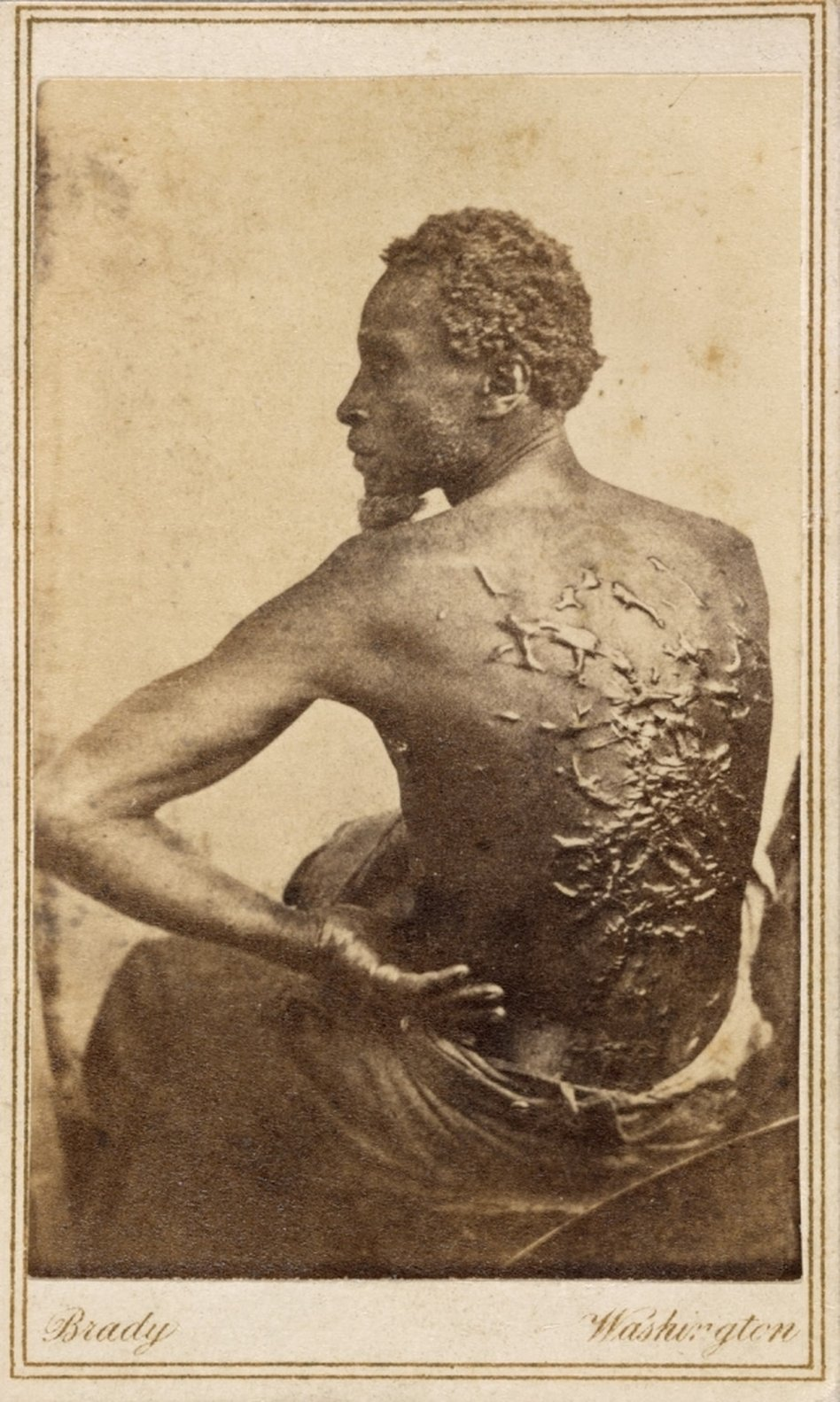
El esclavo fugitivo Gordon en 1863 durante su examen médico en un campo de la Unión.

La «forma más clara de práctica racista» en el siglo XIX fue la esclavitud que siguió existiendo en el espacio africano y árabe y en América, tanto del Norte como del Sur. Y ello a pesar del creciente rechazo que suscitó ―ya el Congreso de Viena de 1815 la declaró ilegal― no sólo porque era contraria a los derechos del hombre sino también por la mezcla de razas que suponía. De hecho la esclavitud apenas fue legitimada por el racismo científico y sus defensores, como los dueños de las plantaciones en el Sur de Estados Unidos, recurrieron a otro tipo de argumentos, como el paternalismo sobre sus esclavos negros.
La situación cambió radicalmente con la Proclamación de Emancipación de 1863 —a la que siguió la Decimotercera Enmienda a la Constitución de los Estados Unidos— por la que los esclavos pasaron a ser hombres libres ya que fue a partir de entonces cuando se utilizaron los «argumentos» biológicos y raciales para «demostrar» la inferioridad de los negros ―además de recurrir a la intimidación y a la violencia por medio del Ku-Klux-Klan―. Al mismo tiempo se aprobaron las primeras prohibiciones explícitas de la mezcla racial y de las relaciones sexuales entre negros y blancos, que fueron castigadas para los negros con fuertes penas. En este contexto fue cuando se estableció la «regla de una gota» (One-Drop Rule), una norma «tristemente célebre para la comprobación de la pertenencia racial que estuvo vigente en los tribunales de los Estados del Sur hasta la década de 1970». Según el One-Drop Rule era considerada negra aquella persona que llevara una sola gota de «sangre negra», es decir, quien tuviera un solo antepasado negro en las últimas cinco generaciones. Como ha señalado Christian Geulen, «de esta forma se declaró no existente, al menos jurídicamente, cualquier forma de mezcla racial; sólo había genuinos blancos o negros. Naturalmente se descartó una aplicación inversa del One-Drop-Rule para saber quién debería ser considerado jurídicamente como blanco…».

#### Antisemitismo

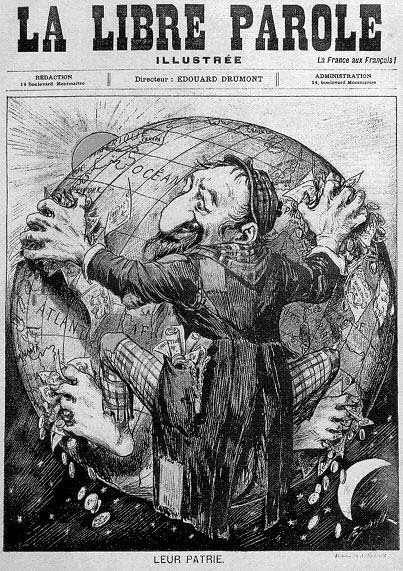
Primera página de 1893 del periódico antisemita francés La libre parole, fundado por Édouard Drumont, en el que aparece una caricatura sobre la «ambición judía» de dominar el mundo («Su patria», se lee al pie), y en la que el judío está representado por unos supuestos rasgos «raciales» que lo definen e identifican, como la enorme nariz aguileña.

Conforme fue avanzando el siglo XIX los judíos fueron «quienes se convirtieron en objeto preferido de las ideologías racistas». El término «antisemitismo» nació en el Imperio Alemán en los años 1870-1880 «para dar nombre a una visión del mundo que veía los fundamentos de todo desarrollo cultural en la diferenciación y la lucha entre lo “ario” y lo “semita”». Así pues, como ha destacado Christian Geulen, el «antisemitismo racista» ―como él lo denomina― «no era en absoluto una simple aversión hacia los judíos. A finales del siglo XIX, y no sólo en Alemania, el antisemitismo era un programa de partido y una filosofía de la historia, un punto de vista político y una doctrina natural y social; era un medio esencial de entenderse a sí mismos…».
Según Geulen, la razón fundamental de la hostilidad «racial» hacia los judíos no residía en el tradicional antijudaísmo cristiano sino en el hecho de que, especialmente en Alemania, constituían «la única comunidad cultural minoritaria importante». «En ese estatus de “marginales establecidos” [«la integración de los judíos en la sociedad europea alcanzó su punto culminante en la segunda mitad del siglo XIX, y en especial en Alemania»] se centró buena parte de la propaganda antisemita». Para los antisemitas ultranacionalistas alemanes «el judaísmo no era sin más el enemigo de una pretendida raza alemana, sino también un enemigo del racismo como doctrina e interpretación del mundo ―y por tanto adquirió para los antisemitas cada vez más los rasgos de una raza fundamentalmente enemiga―». Uno de los primeros en expresar ese nuevo antisemitismo fue el historiador berlinés Heinrich von Treitschke quien en 1879 escribió: «Los judíos son nuestra desgracia». Pronto quedó claro, como lo demostró el affaire Dreyfus, que el nuevo antisemitismo alimentado por las teorías raciales no era sólo un fenómeno alemán.
En Francia se considera a Ernest Renan el verdadero fundador del «antisemitismo académico», pero, según Pierre-André Taguieff, «es Jules Soury quien efectúa el paso a la acción. Denuncia el dominio absoluto de los judíos sobre el aparato político, las instituciones, etc. […] La “lucha de las razas” es reinterpretada como la principal manifestación de la “lucha por la existencia” en los humanos. El combate entre el “Ario” y el “Semita” es una lucha a muerte». Aún más radicales son las tesis antisemitas de Georges Vacher de Lapouge que recurre a la craniometría para establecer «científicamente» la jerarquía de las razas europeas en cuyo escalón inferior se encontraba «el Judío», «el único competidor peligroso del Ario en el presente», aunque está destinado a ser vencido por ser incapaz del «trabajo productivo» y estar desprovisto de «sentido político» y «espíritu militar».

### La «edad de oro» de la eugenesia (1890-1945)

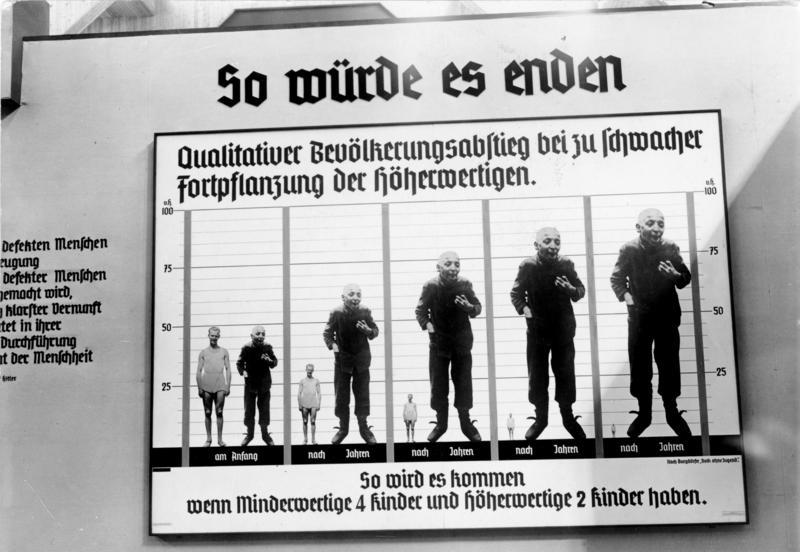
Cartel de la exposición eugenésica nazi «Wunder des Lebens» ('Milagros de la vida') de 1935 en la que se muestra una proyección demográfica sobre lo que pasaría (So würde es enden!, '¡Así terminaría!') si los «inferiores» (Minderwertige) tuvieran el doble de hijos (4 sobre 2) que los «superiores» (Höherwertige). De esta forma se justificaba la política eugenésica nazi.

La eugenesia, concepto acuñado por el británico Francis Galton en 1883 y difundido en el Imperio Alemán por Alfred Ploetz y Wilhelm Schallmayer bajo el término Rassenhygiene (‘higiene racial’), conoció su periodo de apogeo entre finales del siglo XIX y 1945, «cuando la eugenesia quedó desacreditada por los crímenes del nacionalsocialismo». Como ha destacado Christian Geulen, con la eugenesia, «la antigua idea de la lucha racial y el tema central de la mezcla de razas fueron completados con un tercer motivo que iba a transformar en totalitario el discurso racial, así como las prácticas que lo acompañaban: la idea de la creación artificial de la raza».
Cuando en 1912 se reunió en Londres el Primer Congreso Mundial de Eugenesia el movimiento eugenésico estaba ya muy extendido especialmente en Estados Unidos, Inglaterra, los Países Escandinavos y Alemania. Su objetivo era favorecer la reproducción de las características deseadas (eugenesia «positiva») y evitar la de las indeseadas (eugenesia «negativa»). En última instancia el proyecto eugenésico consistía en «poder controlar la evolución humana». En algunos estados de Estados Unidos y en los Países Escandinavos, se habían decretado las primeras prohibiciones de reproducción y esterilizaciones forzosas de los «deficientes» (enfermos crónicos, discapacitados físicos y psíquicos, «criminales natos», etc.). En lo que discrepaban los eugenistas entre sí era en si se debía primar la intervención en el medio, como sostenían los más liberales, o en la «crianza biológica», como sostenían los más reaccionarios.
Tras la terrible tragedia de la Gran Guerra de 1914-1918, aunque algunos teóricos raciales comenzaron a dudar de la efectividad de las medidas eugenésicas y a partir de entonces convirtieron en el centro de sus preocupaciones la posibilidad de una caída y decadencia de la propia raza, supuestamente superior ―dos obras ejemplificaron esta nueva percepción: Passing of the Great Race (‘El final de la gran raza’) del estadounidense Madison Grant y Der Untergang des Abendlandes (‘La decadencia de Occidente’) del alemán Oswald Spengler―, la eugenesia no se cuestionó y aparecieron propuestas muy radicales, como la del jurista alemán Karl Binding y el psiquiatra forense Alfred Hoche que en un pequeño libro publicado en 1920 abogaron por la eliminación de las personas que llevaban una «vida indigna de la vida» (Vernichtung lebensunwerten Lebens) ―enfermos incurables y retrasados mentales― y que constituían una «existencia lastre» para la comunidad debido al alto coste que suponía cuidarlos y al gran número de camas de hospitales que ocupaban. Esta sería la política que aplicarían los nazis en la década siguiente por medio del programa secreto de exterminio denominado Aktion T4, disfrazado bajo el término «eutanasia».

### El racismo nazi y el Holocausto
La evolución de la ideología racista en la cultura alemana tuvo su máximo desarrollo con el movimiento nacionalsocialista (nazismo), liderado por Adolf Hitler, que obtuvo la adhesión de una gran parte de la población alemana en las décadas de 1930 y 1940, hasta que colapsó con la derrota de Alemania en la Segunda Guerra Mundial, en 1945. El nacionalsocialismo surgió como una ideología de superioridad de la llamada «raza blanca» y dentro de ella la supremacía de una hipotética «raza aria», de la cual los alemanes, eran considerados su expresión más pura. El racismo nacionalsocialista estuvo dirigido contra las personas de origen judío —«el Judío» constituía la gran amenaza para la supervivencia de la nación alemana—y en segundo lugar contra otras minorías, como el pueblo gitano.
El judío internacional (1920), libro del famoso empresario estadounidense Henry Ford, fue de gran influencia en la expansión mundial del antisemitismo y en la ideología nazi, determinando la persecución y asesinato de los alemanes de origen judío, y luego de otras minorías étnicas como los gitanos. Esta clase de ideas se manifiesta en el desplazamiento, internamiento, y, más tarde, el exterminio sistemático de un número estimado de 11 millones a 12 millones de personas. En medio de la Segunda Guerra Mundial, aproximadamente la mitad de esas víctimas son judíos en lo que es históricamente recordado como el Holocausto (Shoah). Entre 100 000 y 1 000 000 de gitanos también fueron asesinados (Porraimos).

### El racismo poscolonial: elapartheidsudafricano

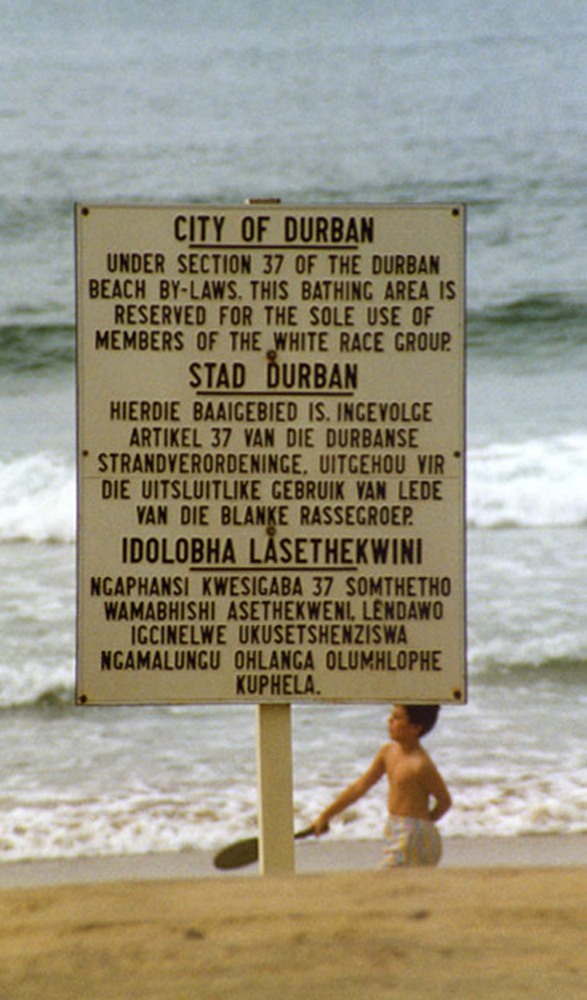
Cartel en una playa de Durban que dice: «Bajo la sección 37 de las Leyes de la Zona de Playas de Durban, esta área de baño está reservada para el solo uso de miembros del grupo de raza blanca». (1989)

Tras la derrota de los fascismos en la Segunda Guerra Mundial el racismo perdió su poder de convicción y su legitimidad, pero los mitos y las prácticas racistas pervivieron durante un tiempo en el mundo poscolonial o que estaba en proceso de emancipación. El ejemplo más extremo lo representó el régimen sudafricano del apartheid que perduró hasta los años 1990. Según Christian Geulen, «apartheid significaba no sólo la separación de la población en una raza privilegiada y en otra que carecía de derechos en muchos aspectos. En la conciencia de los sudafricanos blancos era más bien un sistema que consideraban necesario para la estabilidad y la pervivencia de su forma de vida propia como colonizadores en un medio abiertamente hostil». «Sudáfrica fue, sobre todo, la última de las regiones poscoloniales en las que el racismo y el mito de la lucha de razas se presentaron en la forma imperialista clásica de un conflicto entre culturas europeas y no europeas», concluye Geulen.
El apartheid fue un régimen de segregación racial implantado en Sudáfrica por colonizadores neerlandeses bóer o afrikaner, como parte de un régimen más amplio de discriminación política, económica, social y racial, de la minoría blanca de origen europeo sobre la mayoría negra aborigen, derivado a su vez del colonialismo. La palabra apartheid en afrikaner significa «segregación».
El apartheid propiamente dicho se inició en 1948 con la toma del poder por parte del Partido Nacional. Este partido decidió implantar un régimen racista que consolidara el poder de la minoría blanca e impidiera el mestizaje de la población. Con ese fin sancionó en 1949 la Ley de Prohibición de Matrimonios Mixtos n.º 55/49, que prohibió los matrimonios de personas consideradas «blancas» con personas consideradas «no blancas». Al año siguiente la separación sexual de los habitantes, según el tono de piel, se completó con la Ley de Inmoralidad n.º 21 de 1950, que reguló la vida sexual de los ciudadanos, prohibiendo la «fornicación ilegal», y «cualquier acto inmoral e indecente» entre una persona blanca y una persona africana, india, o de color. Estas normas implantaron lo que se conoció como «pequeño apartheid».
En 1955 en un congreso llevado a cabo en Kliptown, cerca de Johannesburgo, varias organizaciones opositoras, incluyendo el Congreso Nacional Africano y el Congreso Indio, formaron una coalición común que adoptó la Proclama de Libertad, con el fin de establecer un Estado sin discriminación racial. Las luchas anti racistas fueron severamente reprimidas por el régimen bóer, incluyendo matanzas y detenciones masivas. Entre los líderes negros detenidos se encontraba Nelson Mandela que permaneció preso durante 27 años (1963-1990).
Estados Unidos y los países de Europa Occidental toleraron el apartheid durante las décadas de 1950 y 1960, debido a que Sudáfrica había adoptado una posición abiertamente anticomunista, pero a partir de la década de 1970, el régimen sudafricano comenzó a ser rechazado por la opinión pública mundial y la mayor parte de la comunidad internacional, y su apoyo comenzó a limitarse a los Estados Unidos, Israel y las dictaduras iberoamericanas de ese momento (Argentina, Brasil, Chile, Uruguay, etc). Finalmente a principios de la década de 1990 el apartheid sería abolido y en 1994 Nelson Mandela ocupaba la presidencia del país.

### Después de 1945: el fin del racismo científico; el racismo cultural
Tras conocerse las atrocidades cometidas por los nazis durante la Segunda Guerra Mundial, la noción biológica de «raza» quedó deslegitimada, aunque no completamente al principio, y con ella el racismo científico. También tuvo gran importancia ―mayor aún, según Christian Geulen― el cambio de modelo de las ciencias humano-biológicas, ya iniciado antes de la guerra, que supuso el paso de la eugenesia a la genética y que fue definitivo cuando en 1953 se descubrió la estructura del ADN.

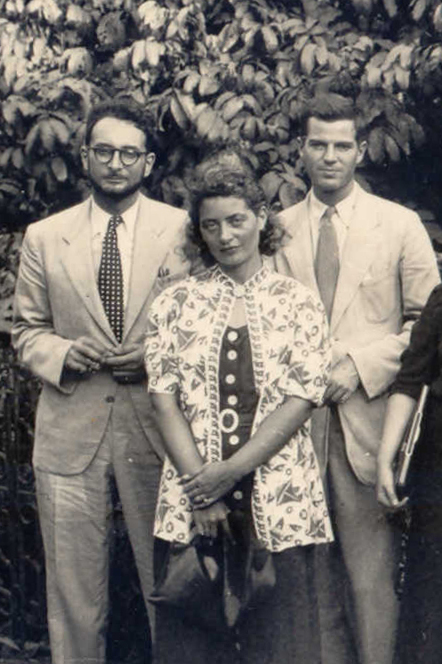
Claude Lévi-Strauss, primero por la izquierda, hacia 1940. En 1952 publicó por encargo de la UNESCO el libro Raza e historia que constituirá un punto de inflexión fundamental al hacer de la raza un concepto totalmente ilegítimo para pensar las diferencias humanas: solo existe una raza, la raza humana, con sus diferencias culturales.

La Unesco, organismo internacional fundado en noviembre de 1945, declaró a la «raza» «la plaga del mundo» que había conducido a la humanidad a la catástrofe y en el acta de constitución condenó «el dogma de la desigualdad de las razas y los hombres». El antropólogo estadounidense de origen suizo Alfred Métraux, dirigente de la organización, le encargó a Claude Lévi-Strauss un ensayo que se convertirá en su célebre obra ‘’Raza e Historia”. Publicada en 1952 constituirá un punto de inflexión fundamental sobre el tema al hacer de la raza un concepto totalmente ilegítimo para pensar las diferencias humanas: solo existe una raza, la raza humana, con sus diferencias culturales. A partir de entonces el término «raza», si es que se utiliza, se entenderá como una categoría social y no como un hecho natural. Se alcanzó así un «consenso antirracista relativamente amplio», aunque no cristalizó hasta los años 1960, impulsado por los diferentes los movimientos sociales de la década entre los que destacó el movimiento por los derechos civiles en Estados Unidos que contribuyó «de forma notable a deslegitimar el racismo en la conciencia mundial». «El racismo se consideró un fenómeno anticuado, reaccionario y esencialmente premoderno».
La UNESCO puso como modelo el Brasil «mestizo», el país que habría superado las diferencias raciales y puesto fin al racismo ―una valoración que será puesta en duda años después―, mientras que el contramodelo será la Sudáfrica del apartheid, un país que iba «al revés de la historia» al aplicar una política declaradamente racista, lo que le supondrá su progresivo aislamiento internacional.
En la década de 1950 se extiende la visión optimista de que una vez deslegitimado el concepto de raza ―la ausencia de razas humanas es una verdad científica admitida y proclamada― la extensión de la educación será suficiente para hacer desaparecer el racismo. El número de julio-agosto de 1950 de El Correo de la UNESCO así lo declara en su primera página: «Los científicos del mundo entero denuncian un mito absurdo… el racismo». Una comisión de la UNESCO dirigida por el antropólogo estadounidense Ashley Montagu propone en 1950 que se deje de utilizar el término «raza» sustituyéndolo por la expresión «grupo étnico». El psicólogo canadiense Otto Klineberg propone a su vez como prioritario deshacer la ilusión de la «pureza racial». Siguiendo esta misma línea los historiadores franceses Lucien Febvre y François Crouzet escriben un «Manual de historia de la civilización francesa» titulado «Somos mestizos» («Nous sommes des sang-mêlés») pero que solo será publicado muchos años más tarde, aunque algunos extractos del mismo aparecieron en una revista alemana en 1953. El libro-manual estaba destinado a los profesores y a los alumnos de secundaria con la finalidad de desarrollar la idea de que la humanidad es «una gran familia de pueblos unidos, y no un campo cerrado para batallas raciales que disfrazan (mal) horribles conflictos de interés». En uno de sus capítulos se decía: «Bienaventurada la nación que no es “pura”. Porque en la variedad extrema de tipos de individuos que la componen, podrá encontrar ciudadanos y ciudadanas capaces de hacer frente a todas las dificultades, a todas las pruebas que la vida reserva a un grupo de hombres organizados en nación. Y tanto mejor para ella».
Hubo países que fueron más allá del ámbito educativo ―como Francia mediante la ley Pleven aprobada en 1972― y consideraron el racismo, no una opinión sino un delito. En otros países como Estados Unidos las opiniones racistas eran legales pero existía una presión social que las reducía a los círculos de los supremacistas blancos.
Sin embargo, el racismo biológico, a pesar de que estaba desacreditado, no desapareció del todo después de 1945. En 1947 el historiador francés Louis Chevalier explicaba que Francia tenía unos «valores raciales» que había que defender contra las «minorías extranjeras» que habían causado tanto mal al país. En 1950 el premio Nobel de física William Shockley proponía esterilizar a los negros por razones eugenésicas. En 1994 Richard Herrnstein y Charles Murray publicaban The Bell Curve en el que explicaban los resultados menos buenos de los escolares negros por deficiencias intelectuales innatas. En 2007 el bioquímico estadounidense James Dewey Watson afirmó que la inteligencia de los africanos era inferior a la de los occidentales. Como ha destacado Pap Ndiaye, «la llama mediocre del racismo biológico no ha sido mantenida más que por ideólogos de extrema derecha». En una encuesta de 2020 solo el 8 % de los franceses consideraba que existían «razas superiores a otras».
En 1972 la socióloga francesa Colette Guillaumin constató que la deslegitimación del racismo biológico no había supuesto la desaparición del racismo y propuso el concepto de «racismo sin razas» para designar una forma persistente de rechazo al otro que no se basa en un discurso biológico puro y duro sino en la denuncia de costumbres y culturas tan radicalmente distintas que sería imposible que pudieran vivir juntas. Fue así como se asentó el concepto de racismo «cultural», racismo «diferencialista» o «neoracismo». En 1984 el ensayista franco-tunecino Albert Memmi escribió:

Hay un enigma extraño a propósito del problema del racismo. Nadie, o casi nadie, se ve a sí mismo como racista, y sin embargo el discurso del racismo permanece tenaz y actual. Cuando se le interroga, el racista lo niega y palidece: ¡él racista, en absoluto! Lo insultarías si insistieras.

El racismo cultural «no se basa en una jerarquía racial biológica (que toma la precaución de condenar en general), sino en diferencias culturales consideradas como irreductibles y antagónicas entre los grupos, y de las cuales el grupo dominante debería de protegerse, si no quiere desaparecer». «Los racistas culturales consideran que los “otros” tienen globalmente modos de vida diferentes e inferiores a los suyos, que vienen de sociedades atrasadas, que tienen prácticas culturales heredadas de tiempos oscuros de la humanidad, de las cuales puede a veces brotar algún destello de creatividad, pero que siguen siendo inferiores a los suyos». «En la determinación de aquello de lo que hay que protegerse, de lo que hay que mejorar y de lo que hay que defender, ya no se sitúa en primer plano la raza, sino la cultura, la sociedad, la nación o simplemente la forma de vida propia».

## Racismo en el s. XXI
En el s. xxi, algunos consideraban racista investigar si el virus del COVID podría haberse escapado de un laboratorio en Wuhan que estudiaba y potenciaba los coronavirus. Jon Stewart se quejó de haber sido catalogado como racista por haber sugerido la posibilidad de escape de laboratorio.  Robert Luce escribió en el Financial Times que se había calificado como racista "a cualquier teoría de fuga de laboratorio". La genetista Alina Chan fue acusada de "traidora a su raza".  Chan consideraba "acientífico" que solo se pudiese considerar fugas de laboratorios de Occidente, pero no del Oriente.

## Racismo en América Latina
De acuerdo con María Dolores París Pombo, en su artículo titulado «Estudios sobre el racismo en América Latina», publicado a través del Departamento de Relaciones Sociales, de la Universidad Autónoma Metropolitana, Unidad Xochimilco, se pueden distinguir dos tipos de ideología racista en América Latina, los cuales tienen orígenes históricos distintos:
1. Por un lado se puede hablar de un racismo que se origina tras la migración forzada a América Latina de poblaciones africanas y en la esclavitud.
2. La cual se basa en una ideología neocolonial elaborada en torno a la imagen del indígena.

En la actualidad, la región no cuenta con ningún grupo que se autodenomine de forma oficial como racista y difunda sus «creencias» o perspectivas con este enfoque de manera expresa; sino que este tipo de personas se manifiestan de forma más difusa en diversos estratos sociales, donde se encuentran presentes de forma cotidiana las categorías raciales como base para la valoración sociocultural.
Asimismo estas pueden verse reflejadas en elementos cotidianos y comúnmente aceptados por la población en general como en el caso de la presencia de referencias estéticas muy marcadas dentro de la publicidad, en los medios de comunicación, en las relaciones interpersonales, familiares, etc. hasta formas de referirse al aspecto físico de las personas en el mercado laboral: la «buena presentación» necesaria para ocupar puestos que implican contacto directo con clientes o el público en general. En estos casos, suele ocurrir que aquel individuo clasificado como «el indígena» o «el negro», tiene menores posibilidades de ascender en el ámbito laboral, el acceso a puestos políticos importantes en el ámbito nacional, desempeño educativo o el éxito cultural.

### Racismo en Ecuador
El origen del racismo en Ecuador se da en la época de la conquista, es decir entre los siglos XV y XVI, ya que en estos siglos se establecieron relaciones de dominación política y subordinación sociocultural. Desde ese momento los grupos no europeos son considerados inferiores y no racionales de acuerdo a su tradición cultural y a sus características físicas.
En la sociedad ecuatoriana existe en el imaginario social, a manera de patrones de comportamiento que posibilitan la segregación de personas étnica y racialmente diferentes. Esta segregación en la mayoría de los casos se da por el prejuicio social o por el objetivo de preservar el statu quo que es manejado por un grupo demográficamente mayoritario que maneja distintos puestos de poder dentro de la sociedad. En el Ecuador no existen legislaciones que legitimen el racismo, pero tiene prácticas que sí lo hacen y además han sido justificadas desde las instituciones estatales, gubernamentales y por los medios de comunicación.
Todo esto se debe a que el proceso de construcción de la identidad ecuatoriana se ha estructurado erróneamente a base del color de la piel y la apariencia física. Esto es respaldado gracias a que en la imagen publicitaria siempre se impone el ideal del «blanco» que no representa la realidad ecuatoriana. A manera de construcción del sentido de nación ecuatoriana ha sido un proceso contradictorio ya que, por un lado, se promueve la noción de ciudadanía, participación e igualdad constitucional, pero, por otro lado, en la práctica, se mantiene la intolerancia étnico-cultural hacia los grupos indígenas y afro-ecuatorianos.
La variedad sociocultural de Ecuador ha generado un sistema de clasificación en lo que se considera «normal» y que los grupos como los afros ecuatorianos o los indígenas no entran en la escala de normalidad. Esta práctica es el «etnocentrismo» que es parte de todo grupo sociocultural, sin embargo, este proceso se vuelve negativo cuando se ve las diferencias físicas del otro con intolerancia y se vuelve realmente negativo cuando se intenta eliminar estas diferencias, o, por ende, eliminar a los grupos sociales que corresponden a las características del otro.
La discriminación y el racismo contra los afroecuatorianos están relacionados con la pobreza y exclusión. Según el PRODEPINE, el 92.7 % de ellos no tienen acceso a los servicios básicos. El censo del 2001 revela que este pueblo registra un índice de NBI superior al 70 % frente al 45 % de los blancos y del 61.3 % nacional, su analfabetismo supera el 10.5 % frente al 5 % de los blancos y 9 % nacional. Mientras que la tasa de asistencia a la universidad apenas no supera 7 puntos respecto a 19 de los jóvenes blancos y de 14 del promedio nacional.
Actualmente existe un reconocimiento pluricultural y multiétnico en Ecuador, aunque se mantienen estructuras del Estado unitario ecuatoriano que hace imposible el ejercicio del derecho a la diferencia cultural y la constitución de una sociedad intercultural. Se mantiene un discurso de pluriculturalidad que es utilizado por los grupos dominantes como una estrategia de usurpación simbólica.

## La ilegalización del racismo
En muchos países hoy en día está penalizado el racismo desde penas menores hasta mayores, considerando esta discriminación como delito, lo mismo que sucede por orientación sexual, cultural u otra característica. Algunos la penalizan con sanciones como puede ser el cobro de multas con dinero o hasta penas privativas de la libertad.

### Esclavitud
Miguel Hidalgo y Costilla, padre de la patria mexicana, emitió el Decreto contra la esclavitud, las gabelas y el papel sellado el 6 de diciembre de 1810 en la ciudad de Guadalajara, aboliendo la esclavitud.
En España no se abolió totalmente la esclavitud hasta el 7 de octubre de 1886. Si bien en el territorio peninsular se abolió en 1838, persistió y se toleró legalmente en las colonias amparada por la presión de las «Ligas Nacionales» que la defendían con argumentos patrióticos, hasta la creación de la figura transitoria del patronato y su definitiva abolición en 1886.
La esclavitud se prohíbe en los Estados Unidos de América en 1864 luego de la Guerra de Secesión mediante la Decimotercera Enmienda.

### Segregación racial
La segregación o separación racial es la separación de espacios, servicios y leyes para las personas de acuerdo a su ascendencia. Fue practicada en muchos lugares del mundo hasta mediados del siglo XX.
En 1868 que se derogaron las leyes segregacionistas que limitaban los derechos civiles de los afrocubanos bajo las antiguas Leyes de Indias, hasta entonces el código legal vigente en Cuba, con la abolición de los «Estatutos de limpieza de sangre».
En los Estados Unidos, se prohíbe en 1964 la aplicación desigual de los requisitos de registro de votantes y la segregación racial en las escuelas, en el lugar de trabajo e instalaciones que sirvan al público en general («lugares públicos») y en 1965 la Ley de derecho de voto.
La Declaración Universal de los Derechos Humanos, adoptada en 1948, indica que «toda persona tiene los derechos y libertades proclamados en esta Declaración, sin distinción alguna de raza», siendo uno de los documentos más relevantes contrarios a la discriminación y segregación racial.

### Convenios internacionales contra el racismo
Es gracias al avance de las diferentes ciencias y al retroceso progresivo del oscurantismo social, moral y religioso, que desde el último cuarto del siglo XX, existe un estigma social asociado con los que se describen a sí mismos como racistas. Las causas son varias, incluido el progreso social y tecnológico, pero principalmente la atención generada por los crímenes cometidos por británicos y españoles contra los habitantes de las Antillas y las Américas, el comercio de las naciones europeas con esclavos africanos, estadounidenses contra las naciones indígenas del continente, los turcos con el exterminio de los armenios, o la Alemania nacionalsocialista contra judíos, gitanos, eslavos y otros, y el horror causado por el Japón imperial en Corea, China y otros lugares, y los avances en las conquistas sociopolíticas de los afroamericanos en Estados Unidos de América.
Así que la identificación de un grupo o persona como racista tiene una carga de valor sumamente negativa. El último país en declararse oficialmente racista ha sido Sudáfrica que en 1990 modificó su sistema de apartheid por presiones internas y externas.
La Convención para la Prevención y la Sanción del Delito de Genocidio (1948) y la Convención Internacional sobre la Eliminación de todas las Formas de Discriminación Racial (1965) son los instrumentos internacionales fundamentales para comprender la aspiración humana de erradicar el racismo. Con el objeto de reafirmar el compromiso de los Estados con la eliminación de la discriminación racial y la realización efectiva del principio de igualdad en la región en el marco del Cuadragésimo Tercer Período Ordinario de Sesiones de la Asamblea General de la Organización de los Estados Americanos se lleva a cabo la Convención Interamericana contra el Racismo, la Discriminación Racial y Formas Conexas e Intolerancia (2013), este instrumento consolida estándares internacionales en la materia, y avanza en la definición legal de formas contemporáneas de racismo.
El Día Internacional de la Eliminación de la Discriminación Racial se celebra el 21 de marzo de cada año. Ese día, en 1960, la policía abrió fuego y mató a 69 personas en una manifestación pacífica contra la «ley de pases» del apartheid que se realizaba en Sharpeville, Sudáfrica. Al proclamar el Día en 1966, la Asamblea General instó a la comunidad internacional a redoblar sus esfuerzos para eliminar todas las formas de discriminación racial. Desde entonces, el sistema del apartheid en Sudáfrica ha sido desmantelado. Leyes y prácticas racistas se han suprimido en muchos países, y se ha construido un marco internacional para luchar contra el racismo, guiado por la Convención Internacional sobre la Eliminación de todas las Formas de Discriminación Racial.

## Ciencia, sociedad y racismo
Se considera en medios científicos que el concepto actual de raza es una creación europea que se desarrolló como respuesta y justificación a su expansión imperial durante los siglos XVI al XX[cita requerida].
El concepto de raza, como demostración de la superioridad o inferioridad de ciertos grupos humanos, evolucionó progresivamente durante ese periodo hasta niveles muy sofisticados y eruditos para convertirse en una verdadera pseudociencia que más recientemente adquirió nombres como «etnografía» o «antropología física». El auge de estas doctrinas ideológicas disfrazadas de ciencia no han sido insignificantes y han resultado en regímenes tan destructivos como el Tercer Reich alemán o el Apartheid sudafricano.

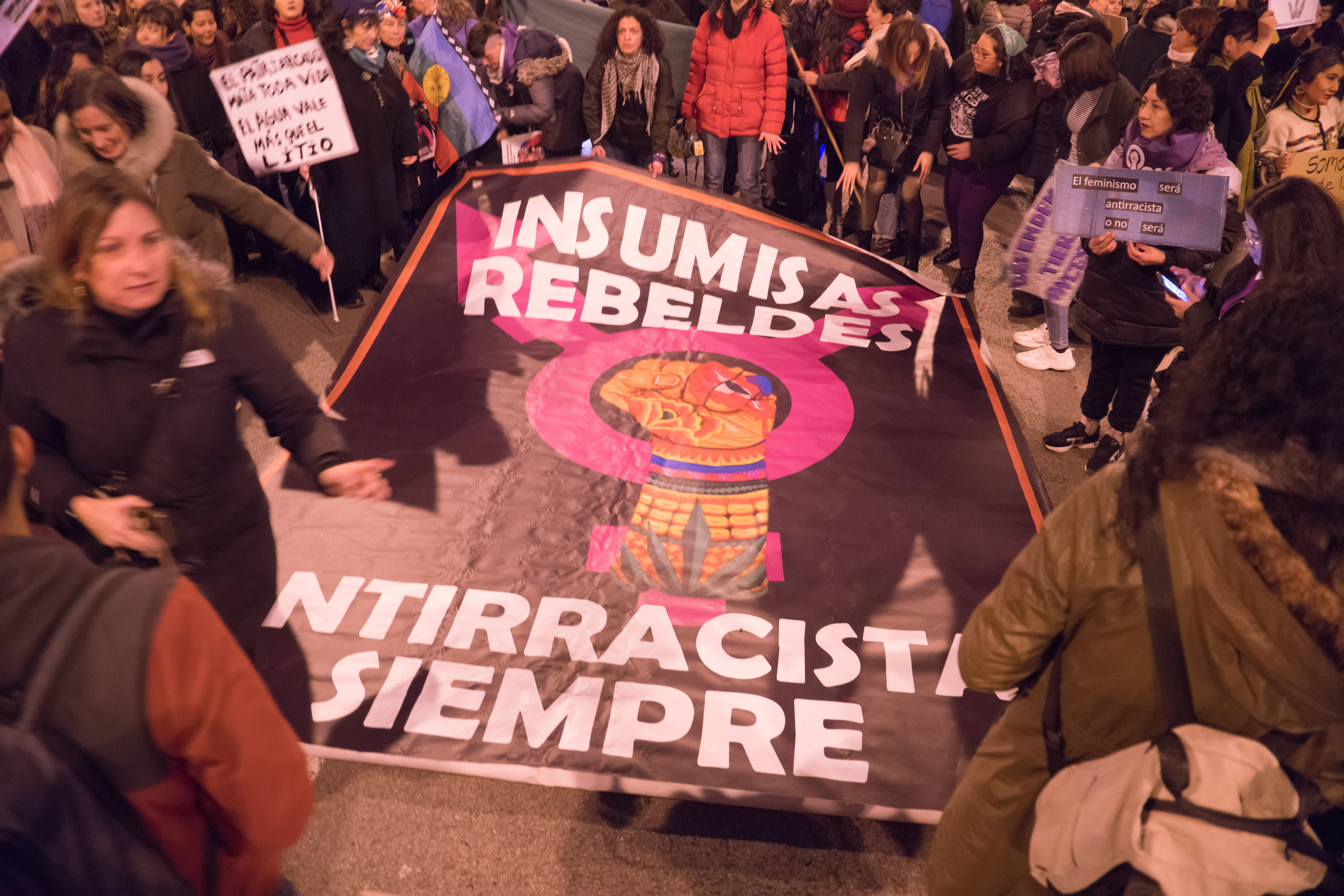
Resistencia contra la doble discriminación: racista y de género.

Según el terapeuta estadounidense Albert Ellis desde la psicología cognitiva, el racismo es un mecanismo de prejuicios que surgen por conveniencia, para discriminar, descartar o dominar a otras personas o aceptarlas preferentemente, sin tener remordimientos y sin reflexionar si eso bueno o malo o si es una opinión subjetivo u objetiva. Ordinariamente es una actitud hostil o favorable hacia una persona que pertenece a un grupo social. En la mayor parte de los casos se da por hecho que existe una inferioridad natural o genética en el grupo segregado, o bien, una circunstancia cualquiera que estable la inferioridad de sus integrantes. También es común se ponga un acento en las diferencias culturales, lo que explicaría la inferioridad o superioridad de los otros. Se tratan de alteraciones en la mente humana que son moderadamente difíciles de eliminar y llevan a una distorsión de la percepción o a una distorsión cognitiva, a un juicio impreciso o a una interpretación ilógica. Según la psicología cognitiva, el racismo es un apasionamiento subjetivo a favor o en contra de algo sin que existan argumentos suficientes para sustentar esta posición. Un sesgo es un error en el procesamiento de la información y hace que las personas tengan distorsiones cognitivas. Para poner a prueba las ideas racistas las personas deben someter a sus propios pensamientos a la prueba de la racionalidad, funcionalidad y objetividad.

## Racismo en el ámbito cultural

### Racismo en los círculos intelectuales colonialistas
En 1899 apareció el poema La carga del Hombre Blanco del escritor indo-inglés Rudyard Kipling, quien recibiera el premio Nobel ocho años después, en donde convoca al «Hombre Blanco» a conquistar y asumir el gobierno del mundo, como un servicio a las personas «no blancas», aun sabiendo que ello traería «el odio de aquellos que custodiáis».
En 1911 la 14.ª edición de la Enciclopedia Británica adoptó la ideología racista al sostener que «el Negro es intelectualmente inferior al caucásico».

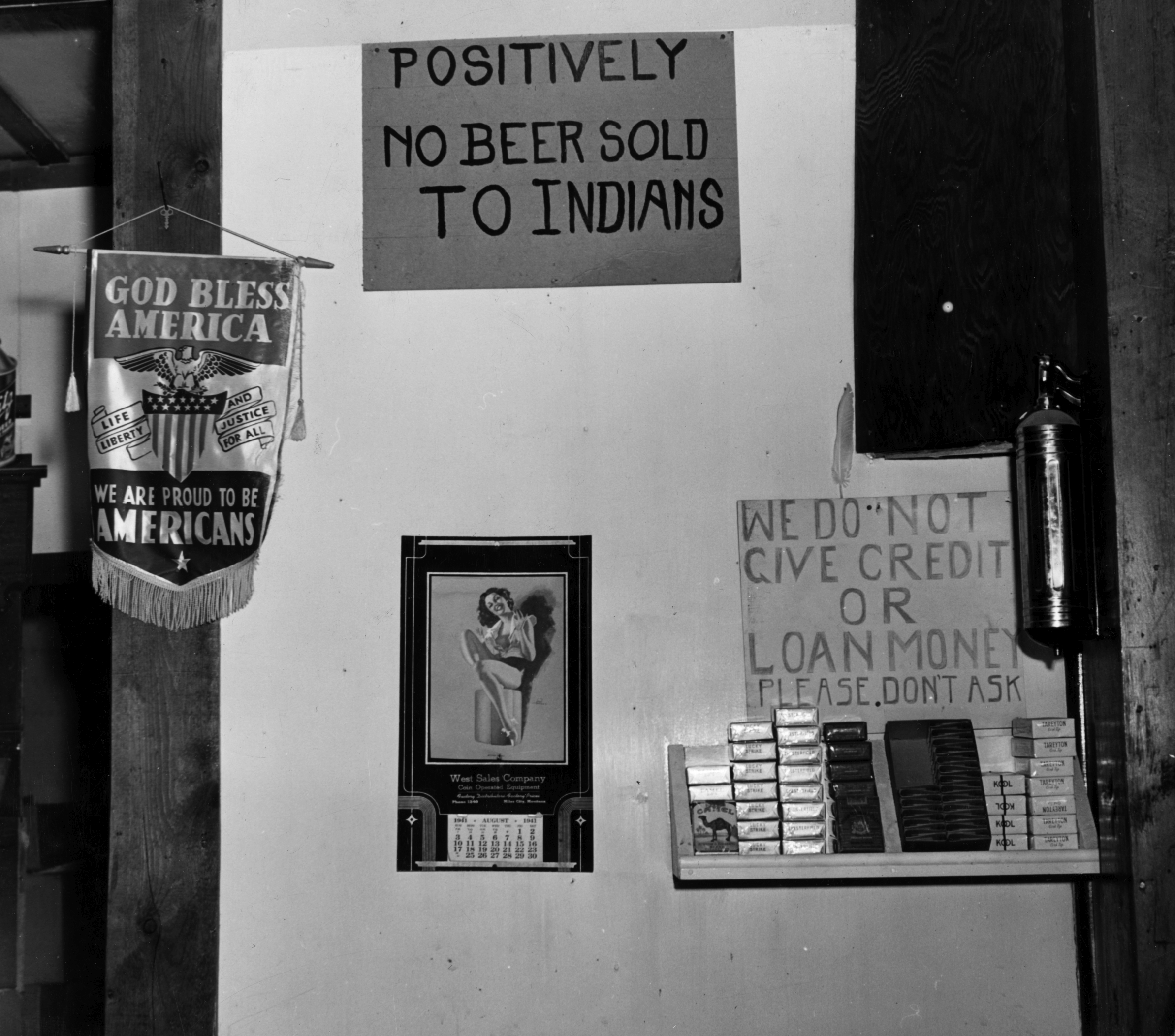
Definitivamente no se vende cerveza a los indios (anuncio en los EE. UU., 1941)

Ya en la década de 1930, apareció en Francia la popular tira cómica Las aventuras de Tintín, de Hergé, portadora del pensamiento racista que había encarnado en el pensamiento occidental, especialmente notable en historias como Tintín en el Congo (1930-1931) o La oreja rota (1935).

### Chamberlain: por ser el grupo superior de la raza superior
En 1899 la ideología racista se consolidó con la publicación del libro Los Fundamentos del siglo XIX del inglés Houston S. Chamberlain. Profundizando las ideas de Gobineau, Chamberlain acentúa el papel de los pueblos germánico-nórdicos, como representantes auténticos de la hipotética «raza aria», y por lo tanto superiores a todos los demás. Chamberlain sostiene que la entrada de los pueblos germanos en la historia, alrededor del año 1200, significó «el ascenso de un nuevo mundo», la civilización europea, y que ese proceso histórico, aún en marcha, consiste en el «ascenso gradual de un mundo teutónico» en el que los elementos extraños no teutónicos serán hundidos como si fueran barcos piratas.
En las grandes potencias de la época aparecieron autores que intentaban demostrar que la «raza superior» eran los sajones (Gran Bretaña y los Estados Unidos), los celtas (Francia), y los teutones (Alemania). Varios pensadores británicos de la época utilizaron el racismo para justificar el Imperio Británico, como Thomas Henry Huxley (La Lucha por la Existencia en la Sociedad Humana, 1888), Benjamin Kidd (Evolución Social, 1894), P. Charles Michel (Una visión biológica de nuestra política internacional, 1896), Charles Harvey (La Biología de la Política Británica, 1904).
En 1902, el novelista estadounidense Thomas Dixon, Jr., publicó Las manchas del leopardo: un romance sobre la carga del Hombre Blanco - 1865-1900, primera novela de una trilogía racista basada en la ideología de supremacismo blanco, que incluiría también The Clansmen (El hombre del Clan), en la cual se glorifica al Ku Klux Klan. Sobre esa trilogía, D. W. Griffith filmó en 1915 la película El nacimiento de una nación.

### Anténor Firmin: Tratado de la igualdad de las razas humanas
En 1885 el antropólogo haitiano Anténor Firmin publicó su tratado De l´egalité des races humaines, (De la igualdad de las razas humanas), en respuesta al famoso libro de Gobineau (De la Inegalité des races humaines), y al colonialismo, en momentos en que los europeos se repartían África en la Conferencia de Berlín, ignorando a sus habitantes. Precursor del pensamiento antirracista y de la antropología moderna, la obra de Firmin sería ignorada por los académicos europeos durante décadas, hasta que el colapso moral del Holocausto, obligara a las potencias del mundo a asumir una posición pública contraria al racismo.

### Medios audiovisuales
También hubo películas y telenovelas que muestran la realidad del racismo, en el caso del cine estadounidense, ciertos productores cinematográficos han sido acusados de racistas al poner a personajes antagónicos como negros, asiáticos, hispanoamericanos incluso hasta los indígenas de Norteamérica. También algunas telenovelas, sobre todo mexicanas, brasileñas, colombianas, venezolanas y entre otros, que han procurado superar el racismo como por ejemplo poniendo como protagonista principal a una mujer humilde de sector rural y que llega a la ciudad en busca de un futuro mejor y los antagonistas son los de clase social alta quienes promueven la discriminación y al fin la muchacha logra igualarse al nivel de sus contrincantes. Una de las telenovelas que ha tratado de superar estas barreras racistas es la de Niña moza, una muchacha hija de terratenientes y de clase alta quien lucha a favor de los esclavos para abolir la esclavitud y reconocer los derechos de libertad de los afroamericanos.

## Racismo en la educación
En primer lugar hay que hacer referencia que la educación no solo engloba a los centros educativos, sino que también a las familias ya que los padres son los primeros educadores. Cabe destacar que en 1933, la familia era la institución más importante como socializadora en la igualdad y solidaridad. Con esto, se ve reflejado que la educación en casa influye más de lo que pensamos en las creencias del niño, ya sea negativa o positivamente.
No obstante, centrándonos en los centros educativos, los inmigrantes sufren un periodo de adaptación. La mayor parte de los inmigrantes llegan al país huyendo de su situación económica del país de origen. Una de las mayores dificultades que se encuentran al llegar es el idioma o lengua, y es ahí donde las escuelas deben poner en marcha métodos útiles para su aprendizaje. No solo la lengua es uno de los factores que no conocen, sino la cultura ya que tienen otra forma de vivir o de ser, y puede provocar un choque cultural.
Tras esto, las personas tienen que socializar, y la escuela es un factor esencial y una oportunidad para que los niños o jóvenes comiencen a relacionarse. Sin embargo, en muchas ocasiones los inmigrantes tienen dificultades tanto con los compañeros, como con algunos profesores, lo que daría a lugar a una formación de un grupo de iguales del mismo lugar de origen o de inmigrantes. En las propias escuelas hay discriminación y racismo, las víctimas en muchas ocasiones prefieren acudir a colegios donde el porcentaje de inmigrantes sea alto para así no sentirse incómodo. Además, cabe destacar que prefieren acudir a centros públicos que a privados, ya que en estos encuentran más actitudes racistas. Todas estas actitudes, comentarios o acciones racistas los jóvenes las suelen realizar en grupo o no en solitario. Muchas de las víctimas del racismo prefieren callarse y otros prefieren decírselo a profesores. Además, existen prejuicios o estereotipos acerca de las posibilidades académicas y futuro de los inmigrantes.
El bullying relacionado con el color de piel aumenta en las estadísticas mientras en los colegios se sigue minimizando. La ausencia de protocolos específicos hace más dura la batalla de madres, hijos e hijas que sufren este acoso.

## Otras formas de racismo
Además de las formas clasistas de racismo existen otras menos conocidas como el racismo aversivo, la mestizofobia y el racismo oculto.

### Racismo aversivo
En 1986, dos psicólogos sociales, Samuel L. Gaertner y John F. Dovidio, acuñaron el término «racismo aversivo» para definir el racismo de quienes no se consideran racistas. Se caracteriza de un racismo no explícito y que por su naturaleza sutil y ejecución no «a sabiendas» aparece diluido. Es el de aquellos que comienzan sus frases con un «Yo no soy racista, pero...». O de quienes hacen bromas racistas como si no tuvieran consecuencias. Pero las tiene: produce en sus víctimas una gran indefensión y frustración. También se ha denominado microrracismo. Impide, por ejemplo, que en el ámbito escolar se puedan mezclar personas de ascendencias iberoamericana y española.

### Mestizofobia
Una forma menos conocida de racismo es la creencia de que el mestizaje produce individuos inferiores a la «raza pura» (degeneración), defendido por Louis Agassiz, como Gobineau sostuvo.
Una forma moderna de racismo, como reacción al racismo contra los negros, los indios y asiáticos, es negar la identidad mestiza y la defensa de las poblaciones mezcladas más por su color oscuro de piel que por su condición mestiza. En este racismo, las poblaciones mestizas son tratadas como negro, indio o blanco, negando su peculiaridad.

### Racismo oculto
El racismo oculto es una forma de racismo no explícita que busca la extensión y legitimación del racismo. Entre las variantes más comunes de racismo oculto se encuentran las pseudociencias sociales y médicas mencionadas arriba, la argumentación política en contra de determinados grupos humanos bajo pretextos culturales o étnicos y la manipulación de datos estadísticos con el fin de inferir indirectamente la inferioridad de unos grupos humanos sobre otros. Cabe mencionar al respecto que una de las formas más ominosas de racismo oculto es la relación post-facto y no causa-efecto entre pertenecer a una «raza» o «etnia» determinada y la pertenencia a una clase social.
La clasificación de las personas como perteneciente a una u otra raza ha sido ampliamente usada y aún lo es para mantener a grupos humanos en situación de sometimiento, a condiciones de vida de opresión, ignorancia y dependencia, y acusar a estos grupos de ser inferiores cuando sólo son víctimas y no causas del problema. Así mismo esta clasificación se usó y se utiliza para mantener la posición de mayor poder de otros grupos dentro de la escala social, estableciéndose un círculo vicioso de retroalimentación entre estatus socioeconómico y pertenecía a ciertas «razas». Este mecanismo se alimenta a sí mismo y se tiende a perpetuar ad infinitum hasta que sobrevengan cambios inevitables en la sociedad.

## Conceptos relacionados
Algunos conceptos como la discriminación racial y la xenofobia están relacionados con el racismo aunque no lo son propiamente.

### Discriminación racial
Es un concepto que suele identificarse con el de racismo y que lo abarca, aunque se trata de conceptos que no coinciden exactamente. Mientras que el racismo es una ideología basada en la superioridad de unas razas o etnias sobre otras, la discriminación racial es un acto que, aunque suele estar fundado en una ideología racista, no siempre lo está. En este sentido hay que tener en cuenta que la discriminación racial positiva (cuando se establecen discriminaciones con el fin de garantizar la igualdad de las personas afectadas), constituye una forma de discriminación destinada a combatir el racismo.
El prejuicio es una actitud social propagada entre la gente por una clase explotadora, a fin de estigmatizar a algún grupo como inferior, de modo que tanto la explotación del grupo como la de sus recursos pueda justificarse. Roger Bastide distingue el prejuicio de raza de los otros prejuicios que son: prejuicio de color, de clase y cultural.

### Xenofobia
El racismo suele estar estrechamente relacionado y ser confundido con la xenofobia, es decir el «odio, repugnancia u hostilidad hacia los extranjeros». Sin embargo existen algunas diferencias entre ambos conceptos, ya que el racismo es una ideología de superioridad, mientras que la xenofobia es un sentimiento de rechazo; por otra parte la xenofobia está dirigida solo contra los extranjeros, a diferencia del racismo. El racismo también está relacionado con otros conceptos con los que a veces suele ser confundido, como el etnocentrismo y el colonialismo.